# Liste der Star-Trek-Comics
Diese Liste der Star-Trek-Comics bietet einen tabellarischen Überblick über die Comics, die im fiktiven Star-Trek-Universum spielen, und über deren deutsche Übersetzungen. Seit 1967 erschienen bei US-amerikanischen Verlagen, darunter Gold Key, DC Comics und IDW Publishing, Star-Trek-Comics in über 700 Ausgaben. Davon wurde nur ein verhältnismäßig kleiner Teil auch auf Deutsch veröffentlicht. Hinzu kommen etwa 260 Comicstrips, die 1969 bis 1973 in einer britischen Wochenzeitschrift erschienen. Zu den US-Comics gehören auch einige Graphic Novels und Fotoromane. Des Weiteren erschienen auch einige Mangas. Die Comics sind, ebenso wie die Star-Trek-Romane und -Kurzgeschichten, ein bedeutender Teil der Star-Trek-Belletristik.

## Legende
- Anz.: nennt die Anzahl der Ausgaben pro Miniserie.
- Veröff.: Monat/Jahr der Erstveröffentlichung
- Nr.: Nummer, die der angegebene Verlag bei der Erstveröffentlichung vergeben hat
- Autor(en): Name(n) des Autors bzw. der Autoren
- V: Verlag
- Titel: Titel des Comics
- Miniserie: Titel der Miniserie, zu der der Comic gehört
- NiM: Nummer innerhalb der Miniserie
- Bemerkung: Sonstige Informationen zum Band
- Abkürzungen für Hauptreihen:
  - TOS: The Original Series (Geschichten, die auf Raumschiff Enterprise basieren)
  - TNG: The Next Generation (Geschichten, die auf Raumschiff Enterprise – Das nächste Jahrhundert basieren)
  - DS9: Deep Space 9 (Geschichten, die auf Star Trek: Deep Space Nine basieren)
  - VOY: Voyager (Geschichten, die auf Star Trek: Raumschiff Voyager basieren)
  - NF: New Frontier (Geschichten, die auf Star Trek: New Frontier basieren)
  - KEL: Geschichten, die im Kelvin-Zeitstrahl spielen, der im elften Kinofilm eingeführt wurde
  - DIS: Discovery (Geschichten, die auf Star Trek: Discovery basieren)
  - PIC: Picard (Geschichten, die auf Star Trek: Picard basieren)

## Comics von US-Verlagen

### Gold Key
|                              | Sprache                          | Englisch                         | Englisch | Englisch  | Deutsch                                                     | Deutsch                 | Deutsch                          | Deutsch                 | Deutsch                 | |
|                              | Verlag                           | Gold Key                         | Gold Key | Gold Key  | Koralle (K), Condor (C)                                     | Koralle (K), Condor (C) | Koralle (K), Condor (C)          | Koralle (K), Condor (C) | Koralle (K), Condor (C) | |
| Autor                        | Zeichner                         | Titel                            | Nr.      | Veröff.   | Titel der Geschichte                                        | V                       | Publikation                      | Nr.                     | Veröff.                 | Bemerkung |
| ---------------------------- | -------------------------------- | -------------------------------- | -------- | --------- | ----------------------------------------------------------- | ----------------------- | -------------------------------- | ----------------------- | ----------------------- | --- |
| Dick Wood                    | Nevio Zaccara                    | The Planet of No Return          | 1 (29)   | Juli 1967 | Der Staat der mörderischen Pflanzen                         | K                       | Zack Comic Box                   | 8                       | 1973                    | von Condor wiederveröffentlicht mit den Geschichten Planet ohne Wiederkehr und Zum Sterben verurteilt in der Reihe Raumschiff Enterprise Comic-Taschenbuch (Nr. 3/1979)                |
| Dick Wood                    | Nevio Zaccara                    | The Devil’s Isle of Space        | 2        | März 1968 | Planet der Geächteten                                       | K                       | Zack                             | 51–53, 1                | 1972/73                 | von Koralle wiederveröffentlicht unter dem Titel Herrscher der Verdammten in der Reihe Zack Parade (Nr. 20/1976)                                                                       |
| Dick Wood                    | Alberto Giolitti, Giovanni Ticci | Invasion of the City Builders    | 3        | Dez. 1968 | Mr. Spock und der Aufstand der Roboter                      | K                       | Zack                             | 43–46                   | 1972                    | von Condor wiederveröffentlicht mit der Geschichte Turok Sohn der Steine: Als die Erde bebte in der Reihe Raumschiff Enterprise Comic-Taschenbuch (Nr. 3/1979)                         |
| Dick Wood                    | Alberto Giolitti                 | The Peril of Planet Quick Change | 4 (35)   | Juni 1969 | Der Planet der Verwandlung                                  | K                       | Zack Comic Box                   | 8                       | 1973                    | |
| Dick Wood                    | Alberto Giolitti                 | The Ghost Planet                 | 5 (37)   | Sep. 1969 | Der Geisterplanet                                           | K                       | Zack                             | 51–52                   | 1974                    | |
| Dick Wood                    | Alberto Giolitti                 | When Planets Collide             | 6        | Dez. 1969 | Planeten auf Todeskurs                                      | K                       | Zack Comic Box                   | 13                      | 1974                    | von Condor wiederveröffentlicht mit der Geschichte Planet auf Kollisionskurs in der Reihe Raumschiff Enterprise Comic-Taschenbuch (Nr. 3/1979)                                         |
| Dick Wood                    | Alberto Giolitti                 | The Voodoo Planet                | 7 (45)   | März 1970 | Planet der Zauberer                                         | K                       | Zack                             | 6–9                     | 1973                    | von Condor wiederveröffentlicht mit den Geschichten Voodoo-Planet – Die zweite Erde und Der Geheimkult der Vulcanier in der Reihe Raumschiff Enterprise Comic-Taschenbuch (Nr. 2/1979) |
| Dick Wood                    | Alberto Giolitti                 | The Youth Trap                   | 8        | Sep. 1970 | Planet der Jugend                                           | K                       | Zack                             | 2–5                     | 1973                    | von Koralle wiederveröffentlicht unter dem Titel Planet ohne Hoffnung in der Reihe Zack Parade (Nr. 17/1975)                                                                           |
| Len Wein                     | Alberto Giolitti                 | The Legacy of Lazarus            | 9        | Feb. 1971 | Das Vermächtnis des Lazarus                                 | K                       | Zack                             | 14                      | 1976                    | |
| Len Wein                     | Alberto Giolitti                 | Sceptre of the Sun               | 10       | Mai 1971  | Das Zepter der Sonne                                        | K                       | Zack Comic Box                   | 13                      | 1974                    | |
| Len Wein                     | Alberto Giolitti, Angelo Todaro  | The Brain Shockers               | 11       | Aug. 1971 | Die Strahlenfalle von Pollux                                | K                       | Zack                             | 12                      | 1976                    | |
| Len Wein                     | Alberto Giolitti                 | The Flight of The Buccaneer      | 12       | Nov. 1971 | Das Piratenschiff                                           | K                       | Zack                             | 47–50                   | 1972                    | von Koralle wiederveröffentlicht in der Reihe Zack Parade (Nr. 19/1976) |
| Len Wein                     | Alberto Giolitti                 | Dark Traveler                    | 13       | Feb. 1972 | Überfall im All                                             | K                       | Zack                             | 46–48                   | 1973                    | |
| Len Wein                     | Alberto Giolitti, Giovanni Ticci | The Enterprise Mutiny            | 14       | Mai 1972  | Das Rätsel des Kapitäns                                     | K                       | Zack                             | 15                      | 1976                    | |
| Len Wein                     | Alberto Giolitti                 | Museum at the End of Time        | 15       | Aug. 1972 | Das Geheimnis des fremden Planeten                          | K                       | Zack Comic Box                   | 21                      | 1974                    | |
| Len Wein                     | Alberto Giolitti, Angelo Todaro  | Day of the Inquisitors           | 16       | Nov. 1972 | ?                                                           | K                       | Zack Comic Box                   | 21                      | 1974                    | |
| Arnold Drake                 | Alberto Giolitti, Giovanni Ticci | The Cosmic Cavemen               | 17       | Feb. 1973 | Der Planet des steinernen Gottes Spock und die Barbaren     | K                       | Zack                             | 10–11                   | 1976                    | Die Geschichte wurde auf Deutsch auf zwei Zack-Hefte verteilt. |
| Arnold Drake                 | Alberto Giolitti, Giovanni Ticci | The Hijacked Planet              | 18       | Mai 1973  | Ein Planet wird entführt                                    | K                       | Enterprise                       | 7                       | 1975                    | |
| Arnold Drake                 | Alberto Giolitti, Sal Trapani    | The Haunted Asteroid             | 19       | Juli 1973 | Der Fluch von Milaxa                                        | K                       | Zack                             | 13                      | 1976                    | |
| Arnold Drake                 | Alberto Giolitti                 | A World Gone Mad                 | 20       | Sep. 1973 | Teufelsstrahlen aus dem All                                 | K                       | Enterprise                       | 7                       | 1975                    | |
| John David Warner            | Alberto Giolitti                 | The Mummies of Heitus VII        | 21       | Nov. 1973 | ?                                                           | K                       | Zack Comic Box                   | 21                      | 1974                    | |
| Gerry Boudreau               | Alberto Giolitti                 | Siege in Superspace              | 22       | Jan. 1974 | Die Stadt der letzten Hoffnung                              | K                       | Zack Comic Box                   | 22                      | 1974                    | |
| Gerry Boudreau               | Alberto Giolitti                 | Child’s Play                     | 23       | März 1974 |                                                             |                         |                                  |                         |                         | |
| Arnold Drake                 | Alberto Giolitti                 | The Trial of Captain Kirk        | 24       | Mai 1974  | Alarm im Planetensystem C-71                                | K                       | Zack Parade                      | 14                      | 1975                    | |
| Arnold Drake                 | Alberto Giolitti                 | Dwarf Planet                     | 25       | Juli 1974 |                                                             |                         |                                  |                         |                         | |
| John David Warner            | Alberto Giolitti, Angelo Todaro  | The Perfect Dream                | 26       | Sep. 1974 | ?                                                           | K                       | Zack Comic Box                   | 22                      | 1976                    | |
| John David Warner            | Alberto Giolitti                 | Ice Journey                      | 27       | Nov. 1974 | ?                                                           | K                       | Zack Comic Box                   | 22                      | 1976                    | |
| George Kashdan               | Alberto Giolitti                 | The Mimicking Menace             | 28       | Jan. 1975 | Drohung aus dem Nichts                                      | K                       | Zack Parade                      | 18                      | 1976                    | |
| Allan Moniz                  | Alberto Giolitti                 | Death of a Star                  | 30       | Mai 1975  | Ein Stern verlöscht                                         | K                       | Zack                             | 19                      | 1976                    | von Condor wiederveröffentlicht mit der Geschichte Tod eines Sterns in der Reihe Raumschiff Enterprise Comic-Taschenbuch (Nr. 1/1978)                                                  |
| John David Warner            | Alberto Giolitti                 | The Final Truth                  | 31       | Juli 1975 | Die Sklaven von Tristas                                     | K                       | Zack                             | 18                      | 1976                    | |
| Arnold Drake                 | Alberto Giolitti                 | The Animal People                | 32       | Aug. 1975 | Die Tiermenschen                                            | C                       | R. E. Comic-Taschenbuch          | 1                       | 1978                    | |
| Allan Moniz                  | Alberto Giolitti                 | The Choice                       | 33       | Sep. 1975 | Kirk gegen Kirk                                             | K                       | Zack                             | 25                      | 1976                    | von Condor wiederveröffentlicht mit der Geschichte Der Doppelgänger in der Reihe Raumschiff Enterprise Comic-Taschenbuch (Nr. 1/1978)                                                  |
| Arnold Drake                 | Alberto Giolitti                 | The Psychocrystals               | 34       | Okt. 1975 | Paradies der Kristalle                                      | K                       | Zack                             | 17                      | 1976                    | von Condor wiederveröffentlicht mit der Geschichte Die Psychokristalle in der Reihe Raumschiff Enterprise Comic-Taschenbuch (Nr. 1/1978)                                               |
| Arnold Drake                 | Alberto Giolitti                 | A Bomb in Time                   | 36       | März 1976 | Die Zeitbombe                                               | K                       | Zack                             | 16                      | 1976                    | von Condor wiederveröffentlicht mit der Geschichte Die Zeit-Bombe in der Reihe Raumschiff Enterprise Comic-Taschenbuch (Nr. 1/1978)                                                    |
| Arnold Drake                 | Alden McWilliams                 | One of Our Captains Is Missing   | 38       | Juli 1976 | Der Krieg der Klingonier                                    | C                       | R. E. Comic-Taschenbuch          | 1                       | 1978                    | |
| Arnold Drake                 | Alberto Giolitti, José Delbo     | Prophet of Peace                 | 39       | Aug. 1976 | Der Prophet des Friedens                                    | C                       | R. E. Comic-Taschenbuch          | 1                       | 1978                    | |
| Arnold Drake                 | Alden McWilliams                 | Furlough to Fury                 | 40       | Sep. 1976 | Urlaub der Alpträume                                        | C                       | R. E. Comic-Taschenbuch          | 1                       | 1978                    | |
| Arnold Drake                 | Alden McWilliams                 | The Evictors                     | 41       | Nov. 1976 | Der große Zotar Kirk entfesselt einen Krieg                 | C                       | R. E. Comic-Taschenbuch          | 2                       | 1979                    | |
| Arnold Drake                 | Alden McWilliams                 | World Against Time               | 42       | Jan. 1977 | Die Zeit läuft rückwärts Das Geheimnis der heiligen Höhle   | C                       | R. E. Comic-Taschenbuch          | 2                       | 1979                    | |
| Arnold Drake                 | Alden McWilliams                 | The World Beneath the Waves      | 43       | Feb. 1977 | Welt unter Wogen Das Kind der Königin                       | C                       | R. E. Comic-Taschenbuch          | 2                       | 1979                    | |
| Arnold Drake                 | Alden McWilliams                 | Prince Traitor                   | 44       | Mai 1977  |                                                             |                         |                                  |                         |                         | |
| Arnold Drake                 | Alden McWilliams                 | Mr. Oracle                       | 46       | Aug. 1977 | Das Orakel Der Schurke Spock                                | C                       | R. E. Comic-Taschenbuch          | 2                       | 1979                    | |
| George Kashdan, Doug Drexler | Alden McWilliams                 | This Tree Bears Bitter Fruit     | 47       | Sep. 1977 | Der Baum des Lebens: Unheimliche Begegnung Kampf der Welten | C                       | R. E. Comic-Taschenbuch          | 2                       | 1979                    | |
| Arnold Drake, Doug Drexler   | Alden McWilliams                 | The Sweet Smell of Evil          | 48       | Okt. 1977 | Mörder an Bord: Die Verführung duftet süss…                 | C                       | R. E. Comic-Taschenbuch          | 2                       | 1979                    | |
| George Kashdan               | Alden McWilliams                 | A Warp in Space                  | 49       | Nov. 1977 |                                                             |                         |                                  |                         |                         | |
| Arnold Drake                 | Alden McWilliams                 | Planet of No Life                | 50       | Jan. 1978 |                                                             |                         |                                  |                         |                         | |
| George Kashdan               | Alden McWilliams                 | Destination… Annihilation        | 51       | März 1978 | Kampf der Welten                                            | C                       | R. E. Comic-Taschenbuch          | 2                       | 1979                    | |
| George Kashdan               | Alden McWilliams                 | And a Child Shall Lead them      | 52       | Mai 1978  | Und ein Kind wird sie führen                                | C                       | R. E. Science Fiction Sonderheft | 1                       | 1978                    | |
| George Kashdan               | Alden McWilliams                 | What Fools these Mortals Be      | 53       | Juli 1978 | Odyssee des Grauens                                         | C                       | R. E. Science Fiction Sonderheft | 1                       | 1978                    | |
| George Kashdan               | Alden McWilliams                 | Sport of Knaves                  | 54       | Aug. 1978 | Blutige Spiele                                              | C                       | R. E. Science Fiction Sonderheft | 1                       | 1978                    | |
| Arnold Drake                 | Alden McWilliams                 | A World Against Itself           | 55       | Sep. 1978 | Die neuen Götter von Bira-3 Zweikampf um einen Planeten     | C                       | R. E. Comic-Taschenbuch          | 3                       | 1979                    | |
| George Kashdan               | Alden McWilliams                 | No Time Like the Past            | 56       | Okt. 1978 | Das Tor zur Vergangenheit Die Schrecken der Zukunft         | C                       | R. E. Comic-Taschenbuch          | 3                       | 1979                    | |
| Arnold Drake                 | Alden McWilliams                 | Spore of the Devil               | 57       | Nov. 1978 | Die Saat des Bösen Die Quelle des Schreckens                | C                       | R. E. Comic-Taschenbuch          | 3                       | 1979                    | |
| George Kashdan               | Alden McWilliams                 | The Brain-Damaged Planet         | 58       | Dez. 1978 | Das Gehirn des Asteroiden Antikörper greifen an             | C                       | R. E. Comic-Taschenbuch          | 3                       | 1979                    | |
| George Kashdan               | Alden McWilliams                 | To Err Is Vulcan                 | 59       | Jan. 1979 |                                                             |                         |                                  |                         |                         | |
| John Warner                  | Alden McWilliams                 | The Empire Man                   | 60       | Jan. 1979 |                                                             |                         |                                  |                         |                         | |
| George Kashdan               | Alden McWilliams                 | Operation Con Man                | 61       | März 1979 |                                                             |                         |                                  |                         |                         | |

### Bantam Books
| Englisch            | Englisch                        | Englisch            | Deutsch                                                       | Deutsch                                                       | Deutsch                                                       | Sprache                      |
| Bantam Books        | Bantam Books                    | Bantam Books        | Bastei Lübbe                                                  | Bastei Lübbe                                                  | Bastei Lübbe                                                  | Verlag                       |
| Star Trek Fotonovel | Star Trek Fotonovel             | Star Trek Fotonovel | Raumschiff Enterprise – Der Fernsehfilm in 300 farbigen Fotos | Raumschiff Enterprise – Der Fernsehfilm in 300 farbigen Fotos | Raumschiff Enterprise – Der Fernsehfilm in 300 farbigen Fotos | Reihentitel                  |
| Nr.                 | Titel                           | Veröff.             | Nr.                                                           | Titel                                                         | Veröff.                                                       | Adaptierte Episode           |
| ------------------- | ------------------------------- | ------------------- | ------------------------------------------------------------- | ------------------------------------------------------------- | ------------------------------------------------------------- | ---------------------------- |
| 1                   | The City on the Edge of Forever | Nov. 1977           | 1                                                             | Die Stadt am Rande der Ewigkeit                               | 1979                                                          | Griff in die Geschichte      |
| 2                   | Where No Man Has Gone Before    | Dez. 1977           | 2                                                             | Vorstoß zur Unsterblichkeit                                   | 1979                                                          | Die Spitze des Eisberges     |
| 3                   | The Trouble with Tribbles       | Dez. 1977           | 3                                                             | Invasion der Tribbles                                         | 1979                                                          | Kennen Sie Tribbles?         |
| 4                   | A Taste of Armageddon           | Jan. 1978           | 4                                                             | Duell der Planeten                                            | 1979                                                          | Krieg der Computer           |
| 5                   | Metamorphosis                   | Feb. 1978           | 5                                                             | Das Geschenk der Götter                                       | 1979                                                          | Metamorphose                 |
| 6                   | All Our Yesterdays              | Mai 1978            | 6                                                             | Flucht aus der Vergangenheit                                  | 1980                                                          | Portal in die Vergangenheit  |
| 7                   | The Galileo Seven               | Mai 1978            |                                                               |                                                               |                                                               | Notlandung auf Galileo 7     |
| 8                   | A Piece of the Action           | Juni 1978           |                                                               |                                                               |                                                               | Epigonen                     |
| 9                   | The Devil in the Dark           | Juli 1978           |                                                               |                                                               |                                                               | Horta rettet ihre Kinder     |
| 10                  | Day of the Dove                 | Aug. 1978           |                                                               |                                                               |                                                               | Das Gleichgewicht der Kräfte |
| 11                  | The Deadly Years                | Sep. 1978           |                                                               |                                                               |                                                               | Wie schnell die Zeit vergeht |
| 12                  | Amok Time                       | Okt. 1978           |                                                               |                                                               |                                                               | Weltraumfieber               |

### Pocket Books
| Titel                                          | Veröff. | Bemerkung                      |
| ---------------------------------------------- | ------- | ------------------------------ |
| Star Trek: The Motion Picture – The Photostory | 1980    | Adaption des ersten Kinofilms  |
| Star Trek: The Wrath of Khan – Photostory      | 1982    | Adaption des zweiten Kinofilms |

### DC Comics

#### Star Trek(Serie, 1984–1988)
|                         | Sprache                              | Englisch  | Englisch                      | Englisch  | Englisch                  | Englisch  | Deutsch                                              | Deutsch                                              | |
|                         | Verlag                               | DC Comics | DC Comics                     | DC Comics | DC Comics                 | DC Comics | Carlsen Verlag                                       | Carlsen Verlag                                       | |
|                         | Reihentitel                          | Star Trek | Star Trek                     | Star Trek | Star Trek                 | Star Trek | Star Trek – Die Abenteuer des Raumschiffs Enterprise | Star Trek – Die Abenteuer des Raumschiffs Enterprise | |
| Autor                   | Zeichner                             | Nr.       | Enthaltene Geschichte         | Veröff.   | Miniserie                 | NiM       | Titel                                                | Veröff.                                              | Bemerkung |
| ----------------------- | ------------------------------------ | --------- | ----------------------------- | --------- | ------------------------- | --------- | ---------------------------------------------------- | ---------------------------------------------------- | --- |
| Mike W. Barr            | Tom Sutton, Ricardo Villagran        | 1         | The Wormhole Connection       | Feb. 1984 |                           | 1         |                                                      |                                                      | |
| Mike W. Barr            | Tom Sutton, Ricardo Villagran        | 2         | The Only Good Klingon         | März 1984 |                           | 2         |                                                      |                                                      | |
| Mike W. Barr            | Tom Sutton, Ricardo Villagran        | 3         | Errand of War                 | Apr. 1984 |                           | 3         |                                                      |                                                      | |
| Mike W. Barr            | Tom Sutton, Ricardo Villagran        | 4         | Deadly Allies                 | Mai 1984  |                           | 4         |                                                      |                                                      | |
| Mike W. Barr            | Tom Sutton, Sal Amendola             | 5         | Mortal Gods                   | Juni 1984 |                           |           |                                                      |                                                      | |
| Mike W. Barr            | Tom Sutton, Ricardo Villagran        | 6         | Who is… Enigma?               | Juli 1984 |                           |           |                                                      |                                                      | |
| Mike W. Barr            | Eduardo Barreto, Ricardo Villagran   | 7         | Pon Far                       | Aug. 1984 |                           | 1         |                                                      |                                                      | |
| Mike W. Barr            | Tom Sutton, Ricardo Villagran        | 8         | Blood Fever                   | Nov. 1984 |                           | 2         |                                                      |                                                      | |
| Mike W. Barr            | Tom Sutton, Ricardo Villagran        | 9         | Promises to Keep              | Dez. 1984 | New Frontiers             | 1         | Die Spiegelwelt 1                                    | 1994                                                 | Die Nummern 1 und 2 der Miniserie New Frontiers erschienen auf Deutsch bereits 1991 im Hethke Verlag als Raumschiff Enterprise: Das Spiegeluniversum, Teil 1. |
| Mike W. Barr            | Tom Sutton, Ricardo Villagran        | 10        | Double Image                  | Jan. 1985 | New Frontiers             | 2         | Die Spiegelwelt 1                                    | 1994                                                 | Die Nummern 1 und 2 der Miniserie New Frontiers erschienen auf Deutsch bereits 1991 im Hethke Verlag als Raumschiff Enterprise: Das Spiegeluniversum, Teil 1. |
| Mike W. Barr            | Tom Sutton, Ricardo Villagran        | 11        | Deadly Reflection             | Feb. 1985 | New Frontiers             | 3         | Die Spiegelwelt 1                                    | 1994                                                 | |
| Mike W. Barr            | Tom Sutton, Ricardo Villagran        | 12        | The Tantalus Trap             | März 1985 | New Frontiers             | 4         | Die Spiegelwelt 1                                    | 1994                                                 | |
| Mike W. Barr            | Tom Sutton, Ricardo Villagran        | 13        | Masquerade                    | Apr. 1985 | New Frontiers             | 5         | Die Spiegelwelt 2                                    | 1995                                                 | |
| Mike W. Barr            | Tom Sutton, Ricardo Villagran        | 14        | Behind Enemy Lines            | Mai 1985  | New Frontiers             | 6         | Die Spiegelwelt 2                                    | 1995                                                 | |
| Mike W. Barr            | Tom Sutton, Ricardo Villagran        | 15        | The Beginning of the End      | Juni 1985 | New Frontiers             | 7         | Die Spiegelwelt 2                                    | 1995                                                 | |
| Mike W. Barr            | Tom Sutton, Ricardo Villagran        | 16        | Homecoming                    | Juli 1985 | New Frontiers             | 8         | Die Spiegelwelt 2                                    | 1995                                                 | |
| L. B. Kellogg           | Tom Sutton, Ricardo Villagran        | 17        | The D’artagnan Three          | Aug. 1985 |                           |           |                                                      |                                                      | |
| Paul Kupperberg         | Tom Sutton, Ricardo Villagran        | 18        | Rest and Recreation           | Sep. 1985 |                           |           |                                                      |                                                      | |
| Walter Koenig           | Dan Spiegle                          | 19        | Chekov’s Choice               | Okt. 1985 |                           |           |                                                      |                                                      | |
| Wenonah Woods           | Tom Sutton, Ricardo Villagran        | 20        | Giri                          | Nov. 1985 |                           |           |                                                      |                                                      | |
| Bob Rozakis             | Tom Sutton, Ricardo Villagran        | 21        | Dreamworld                    | Dez. 1985 |                           |           |                                                      |                                                      | |
| Tony Isabella           | Tom Sutton, Ricardo Villagran        | 22        | The Wolf                      | Jan. 1986 |                           | 1         |                                                      |                                                      | |
| Tony Isabella           | Tom Sutton, Ricardo Villagran        | 23        | Wolf at the Door              | Feb. 1986 |                           | 2         |                                                      |                                                      | |
| Diane Duane             | Tom Sutton, Ricardo Villagran        | 24        | Double Blind, Part 1          | März 1986 |                           | 1         |                                                      |                                                      | |
| Diane Duane             | Tom Sutton, Ricardo Villagran        | 25        | Double Blind, Part 2          | Apr. 1986 |                           | 2         |                                                      |                                                      | |
| Bob Rozakis             | Tom Sutton, Ricardo Villagran        | 26        | The Trouble With Transporters | Mai 1986  |                           |           |                                                      |                                                      | |
| Robert Greenberger      | Tom Sutton, Ricardo Villagran        | 27        | Around the Clock              | Juni 1986 |                           |           |                                                      |                                                      | |
| Diane Duane             | Gray Morrow                          | 28        | The Last Word                 | Juli 1986 |                           |           |                                                      |                                                      | |
| Tony Isabella           | Tom Sutton, Ricardo Villagran        | 29        | The Trouble With Bearclaw     | Aug. 1986 |                           |           |                                                      |                                                      | |
| Paul Kupperberg         | Carmine Infantino, Ricardo Villagran | 30        | Uhura’s Story                 | Sep. 1986 |                           |           |                                                      |                                                      | |
| Tony Isabella, Len Wein | Tom Sutton, Ricardo Villagran        | 31        | Maggie’s World                | Okt. 1986 |                           | 1         |                                                      |                                                      | |
| Len Wein                | Tom Sutton, Ricardo Villagran        | 32        | Judgment Day                  | Nov. 1986 |                           | 2         |                                                      |                                                      | |
| Len Wein                | Tom Sutton, Ricardo Villagran        | 33        | Vicious Circle                | Dez. 1986 |                           |           |                                                      |                                                      | |
| Len Wein                | Tom Sutton, Ricardo Villagran        | 34        | Death Ship                    | Jan. 1987 | The Doomsday Bug          | 1         |                                                      |                                                      | |
| Len Wein                | Gray Morrow                          | 35        | Stand-Off                     | Feb. 1987 | The Doomsday Bug          | 2         |                                                      |                                                      | |
| Len Wein                | Gray Morrow                          | 36        | The Apocalypse Scenario       | März 1987 | The Doomsday Bug          | 3         |                                                      |                                                      | |
| Len Wein                | Curt Swan, Pablo Marcos              | 37        | Choices                       | Apr. 1987 |                           |           |                                                      |                                                      | |
| Michael Fleischer       | Adam Kubert, Ricardo Villagran       | 38        | The Argon Affair              | Mai 1987  |                           |           |                                                      |                                                      | |
| Len Wein                | Tom Sutton, Ricardo Villagran        | 39        | When You Wish Upon a Star…    | Juni 1987 |                           |           |                                                      |                                                      | |
| Len Wein                | Tom Sutton, Ricardo Villagran        | 40        | Mudd’s Magic                  | Juli 1987 |                           |           |                                                      |                                                      | |
| Mike Carlin             | Tom Sutton, Ricardo Villagran        | 41        | What Goes Around…             | Aug. 1987 |                           |           |                                                      |                                                      | |
| Mike Carlin             | Tom Sutton, Ricardo Villagran        | 42        | The Corbomite Effect          | Sep. 1987 |                           |           |                                                      |                                                      | |
| Mike Carlin             | Tom Sutton, Ricardo Villagran        | 43        | Paradise Lost                 | Okt. 1987 | The Return of the Serpent | 1         |                                                      |                                                      | |
| Mike Carlin             | Tom Sutton, Ricardo Villagran        | 44        | Pastperfect                   | Nov. 1987 | The Return of the Serpent | 2         |                                                      |                                                      | |
| Mike Carlin             | Tom Sutton, Ricardo Villagran        | 45        | Devil Down Below              | Dez. 1987 | The Return of the Serpent | 3         |                                                      |                                                      | |
| Mike Carlin             | Tom Sutton, Ricardo Villagran        | 46        | Getaway                       | Jan. 1988 |                           |           |                                                      |                                                      | |
| Mike Carlin             | Tom Sutton, Ricardo Villagran        | 47        | Idol Threats                  | Feb. 1988 |                           |           |                                                      |                                                      | |
| Peter David             | Tom Sutton, Ricardo Villagran        | 48        | The Stars in Secret Influence | März 1988 |                           | 1         |                                                      |                                                      | |
| Peter David             | Tom Sutton, Ricardo Villagran        | 49        | Aspiring to be Angels         | Apr. 1988 |                           | 2         |                                                      |                                                      | |
| Peter David             | Tom Sutton, Ricardo Villagran        | 50        | Marriage of Inconvenience     | Mai 1988  |                           | 3         |                                                      |                                                      | |
| Peter David             | Tom Sutton, Ricardo Villagran        | 51        | Haunted Honeymoon             | Juni 1988 |                           | 1         |                                                      |                                                      | |
| Peter David             | Tom Sutton, Ricardo Villagran        | 52        | Hell in a Handbasket          | Juli 1988 |                           | 2         |                                                      |                                                      | |
| Peter David             | Gordon Purcell, Ricardo Villagran    | 53        | You’re Dead, Jim              | Aug. 1988 |                           | 1         |                                                      |                                                      | |
| Peter David             | Gordon Purcell, Ricardo Villagran    | 54        | Old Loyalties                 | Sep. 1988 |                           | 2         |                                                      |                                                      | |
| Peter David             | Tom Sutton, Ricardo Villagran        | 55        | Finnegan’s Wake               | Okt. 1988 |                           | 3         |                                                      |                                                      | |
| Martin Pasko            | Gray Morrow                          | 56        | A Small Matter of Faith       | Nov. 1988 |                           |           |                                                      |                                                      | |

#### Star Trek(Serie, 1989–1996)

##### Nummer 1 bis 9
|             | Sprache                  | Englisch  | Englisch              | Englisch  |     | Deutsch   | Deutsch                    | Deutsch   |           |
|             | Verlag                   | DC Comics | DC Comics             | DC Comics |     | Hethke    | Hethke                     | Hethke    |           |
|             | Reihentitel              | Star Trek | Star Trek             | Star Trek |     | Star Trek | Star Trek                  | Star Trek |           |
| Autor       | Zeichner                 | Nr.       | Enthaltene Geschichte | Veröff.   | NiM | Nr.       | Titel                      | Veröff.   | Bemerkung |
| ----------- | ------------------------ | --------- | --------------------- | --------- | --- | --------- | -------------------------- | --------- | --------- |
| Peter David | James W. Fry, Arne Starr | 1         | The Return            | Okt. 1989 | 1   | 2         | Kopfgeld auf Captain Kirk! | 1990      |           |
| Peter David | James W. Fry, Arne Starr | 2         | The Sentence          | Nov. 1989 | 2   | 2         | Kopfgeld auf Captain Kirk! | 1990      |           |
| Peter David | James W. Fry, Arne Starr | 3         | Death Before Dishonor | Dez. 1989 | 3   | 3         | Wem kann Kirk noch trauen? | 1990      |           |
| Peter David | James W. Fry, Arne Starr | 4         | Repercussions         | Jan. 1990 | 4   | 3         | Wem kann Kirk noch trauen? | 1990      |           |
| Peter David | James W. Fry, Arne Starr | 5         | Fast Friends          | Feb. 1990 | 1   | 4         | Kosmische Intrigen         | 1991      |           |
| Peter David | James W. Fry, Arne Starr | 6         | Cure All              | März 1990 | 2   | 4         | Kosmische Intrigen         | 1991      |           |
| Peter David | James W. Fry, Arne Starr | 7         | Not… Sweeney!         | Apr. 1990 | 3   | 5         | Kopfgeldjäger gegen Kirk   | 1991      |           |
| Peter David | James W. Fry, Arne Starr | 8         | Going… Going…         | Mai 1990  | 4   | 5         | Kopfgeldjäger gegen Kirk   | 1991      |           |
| Peter David | James W. Fry, Arne Starr | 9         | …Gone!                | Juni 1990 | 5   |           |                            |           |           |

##### Nummer 10 bis 80
|                                  | Sprache                                | Englisch  | Englisch                                 | Englisch  | Englisch                   | Englisch  | Deutsch                                              | Deutsch                                              | Deutsch                                              |           |
|                                  | Verlag                                 | DC Comics | DC Comics                                | DC Comics | DC Comics                  | DC Comics | Carlsen                                              | Carlsen                                              | Carlsen                                              |           |
|                                  | Reihentitel                            | Star Trek | Star Trek                                | Star Trek | Star Trek                  | Star Trek | Star Trek – Die Abenteuer des Raumschiffs Enterprise | Star Trek – Die Abenteuer des Raumschiffs Enterprise | Star Trek – Die Abenteuer des Raumschiffs Enterprise |           |
| Autor                            | Zeichner                               | Nr.       | Enthaltene Geschichte                    | Veröff.   | Miniserie                  | NiM       | Nr.                                                  | Titel                                                | Veröff.                                              | Bemerkung |
| -------------------------------- | -------------------------------------- | --------- | ---------------------------------------- | --------- | -------------------------- | --------- | ---------------------------------------------------- | ---------------------------------------------------- | ---------------------------------------------------- | --------- |
| Peter David                      | James W. Fry, Arne Starr               | 10        | The First Thing We Do…                   | Juli 1990 | The Trial of James T. Kirk | 1         |                                                      |                                                      |                                                      |           |
| Peter David                      | James W. Fry, Arne Starr               | 11        | Let’s Kill All the Lawyers               | Aug. 1990 | The Trial of James T. Kirk | 2         |                                                      |                                                      |                                                      |           |
| Peter David                      | Gordon Purcell, Arne Starr             | 12        | Trial and Error                          | Sep. 1990 | The Trial of James T. Kirk | 3         |                                                      |                                                      |                                                      |           |
| Peter David, Bill Mumy           | James W. Fry, Arne Starr               | 13        | A Rude Awakening                         | Okt. 1990 | The Return of the Worthy   | 1         |                                                      |                                                      |                                                      |           |
| Peter David, Bill Mumy           | James W. Fry, Arne Starr               | 14        | Great Expectations                       | Dez. 1990 | The Return of the Worthy   | 2         |                                                      |                                                      |                                                      |           |
| Peter David, Bill Mumy           | James W. Fry, Arne Starr               | 15        | Tomorrow Never Knows                     | Jan. 1991 | The Return of the Worthy   | 3         |                                                      |                                                      |                                                      |           |
| J. Michael Straczynski           | Gordon Purcell, Arne Starr             | 16        | Worldsinger                              | Feb. 1991 |                            |           |                                                      |                                                      |                                                      |           |
| Howard Weinstein                 | Ken Hooper, Bob Dvorak                 | 17        | Partners? Part 1                         | März 1991 |                            | 1         |                                                      |                                                      |                                                      |           |
| Howard Weinstein                 | Ken Hooper, Bob Dvorak                 | 18        | Partners? Part 2                         | Apr. 1991 |                            | 2         |                                                      |                                                      |                                                      |           |
| Peter David                      | Gordon Purcell, Arne Starr             | 19        | Once a Hero                              | Mai 1991  |                            |           |                                                      |                                                      |                                                      |           |
| Howard Weinstein                 | Gordon Purcell, Arne Starr             | 20        | God’s Gauntlet                           | Juni 1991 |                            | 1         |                                                      |                                                      |                                                      |           |
| Howard Weinstein                 | Gordon Purcell, Arne Starr             | 21        | The Last Stand                           | Juli 1991 |                            | 2         |                                                      |                                                      |                                                      |           |
| Howard Weinstein                 | Gordon Purcell, Arne Starr             | 22        | Mission: Muddled                         | Aug. 1991 |                            | 1         |                                                      |                                                      |                                                      |           |
| Howard Weinstein                 | Gordon Purcell, Carlos Garzon          | 23        | The Sky Above… The Mudd Below            | Sep. 1991 |                            | 2         |                                                      |                                                      |                                                      |           |
| Howard Weinstein                 | Gordon Purcell, Arne Starr             | 24        | Target: Mudd                             | Okt. 1991 |                            | 3         |                                                      |                                                      |                                                      |           |
| Howard Weinstein                 | Gordon Purcell, Arne Starr             | 25        | Class Reunion                            | Nov. 1991 |                            | 1         | 11                                                   | Verrat auf Pilkor                                    | 1996                                                 |           |
| Howard Weinstein                 | Gordon Purcell, Arne Starr             | 26        | Where There’s a Will                     | Dez. 1991 |                            | 2         | 11                                                   | Verrat auf Pilkor                                    | 1996                                                 |           |
| Howard Weinstein                 | Brandon Peterson, Arne Starr           | 27        | Secrets                                  | Jan. 1992 |                            | 3         | 11                                                   | Verrat auf Pilkor                                    | 1996                                                 |           |
| Howard Weinstein                 | Brandon Peterson, Arne Starr           | 28        | Truth… or Treachery                      | Feb. 1992 |                            | 4         | 11                                                   | Verrat auf Pilkor                                    | 1996                                                 |           |
| Timothy De Haas                  | James W. Fry, Bud LaRosa               | 29        | The Price of Admission                   | März 1992 |                            |           |                                                      |                                                      |                                                      |           |
| Howard Weinstein                 | Gordon Purcell, Al Vey                 | 30        | Veritas                                  | Apr. 1992 | Veritas                    | 1         | 12                                                   | Verschollen                                          | 1997                                                 |           |
| Howard Weinstein                 | Gordon Purcell, Arne Starr             | 31        | Sacrifices and Survivors                 | Mai 1992  | Veritas                    | 2         | 12                                                   | Verschollen                                          | 1997                                                 |           |
| Howard Weinstein                 | Gordon Purcell, Arne Starr             | 32        | Danger… On Ice                           | Juni 1992 | Veritas                    | 3         | 12                                                   | Verschollen                                          | 1997                                                 |           |
| Howard Weinstein                 | Gordon Purcell, Arne Starr             | 33        | Cold Comfort                             | Juli 1992 | Veritas                    | 4         | 12                                                   | Verschollen                                          | 1997                                                 |           |
| David DeVries                    | Jan Duresema, Pablo Marcos             | 34        | The Tree of Life, The Branches of Heaven | Aug. 1992 |                            |           |                                                      |                                                      |                                                      |           |
| Howard Weinstein                 | Rod Whigham, Arne Starr                | 35        | Divide… and Conquer                      | Sep. 1992 | The Tabukan Syndrome       | 1         | 8                                                    | Das Tabuk-Syndrom 1                                  | 1996                                                 |           |
| Howard Weinstein                 | Rod Whigham, Arne Starr                | 36        | Battle Stations                          | Sep. 1992 | The Tabukan Syndrome       | 2         | 8                                                    | Das Tabuk-Syndrom 1                                  | 1996                                                 |           |
| Howard Weinstein                 | Gordon Purcell, Carlos Garzon          | 37        | Prisoners of War?                        | Okt. 1992 | The Tabukan Syndrome       | 3         | 8                                                    | Das Tabuk-Syndrom 1                                  | 1996                                                 |           |
| Howard Weinstein                 | Gordon Purcell, Arne Starr             | 38        | Consequences                             | Okt. 1992 | The Tabukan Syndrome       | 4         | 9                                                    | Das Tabuk-Syndrom 2                                  | 1996                                                 |           |
| Howard Weinstein                 | Rod Whigham, Arne Starr                | 39        | Collision Course                         | Nov. 1992 | The Tabukan Syndrome       | 5         | 9                                                    | Das Tabuk-Syndrom 2                                  | 1996                                                 |           |
| Howard Weinstein                 | Gordon Purcell, Arne Starr             | 40        | Showdown                                 | Nov. 1992 | The Tabukan Syndrome       | 6         | 9                                                    | Das Tabuk-Syndrom 2                                  | 1996                                                 |           |
| Howard Weinstein                 | Rod Whigham, Arne Starr                | 41        | Runaway                                  | Dez. 1992 |                            |           |                                                      |                                                      |                                                      |           |
| Howard Weinstein                 | Rod Whigham, Arne Starr                | 42        | A Little Adventure                       | Jan. 1993 |                            | 1         |                                                      |                                                      |                                                      |           |
| Howard Weinstein                 | Gordon Purcell, Arne Starr             | 43        | … Goes a Long Way                        | Feb. 1993 |                            | 2         |                                                      |                                                      |                                                      |           |
| Howard Weinstein                 | Gordon Purcell, Carlos Garzon          | 44        | Acceptable Risk                          | März 1993 |                            |           |                                                      |                                                      |                                                      |           |
| Steven H. Wilson, Gordon Purcell | Rob David, Arne Starr                  | 45        | A Little Man-to-Man Talk                 | Apr. 1993 |                            |           |                                                      |                                                      |                                                      |           |
| Howard Weinstein                 | Rod Whigham, Arne Starr                | 46        | Coup d’etat                              | Mai 1993  | Deceptions                 | 1         |                                                      |                                                      |                                                      |           |
| Howard Weinstein                 | Rod Whigham, Arne Starr                | 47        | Deceptions, Part 2                       | Mai 1993  | Deceptions                 | 2         |                                                      |                                                      |                                                      |           |
| Howard Weinstein                 | Rod Whigham, Arne Starr                | 48        | Deceptions, Part 3                       | Juni 1993 | Deceptions                 | 3         |                                                      |                                                      |                                                      |           |
| Howard Weinstein                 | Rod Whigham, Romeo Tanghal             | 49        | The Peacekeeper, Part 1                  | Juni 1993 |                            | 1         | 13                                                   | Auftrag: Zukunft                                     | 1997                                                 |           |
| Howard Weinstein                 | Rod Whigham, Arne Starr, Carlos Garzon | 50        | The Peacekeeper, Part 2                  | Juli 1993 |                            | 2         | 13                                                   | Auftrag: Zukunft                                     | 1997                                                 |           |
| Dan Mishkin                      | Deryl Skelton, Steve Carr, Arne Starr  | 51        | Renegade                                 | Aug. 1993 |                            |           |                                                      |                                                      |                                                      |           |
| Diane Duane                      | Rod Whigham, Arne Starr                | 52        | Epic Proportions                         | Sep. 1993 |                            |           |                                                      |                                                      |                                                      |           |
| Howard Weinstein                 | Rod Whigham, Arne Starr                | 53        | Time Crime                               | Okt. 1993 |                            | 1         | 6                                                    | Der Wächter der Ewigkeit                             | 1995                                                 |           |
| Howard Weinstein                 | Rod Whigham, Arne Starr                | 54        | Nightmares                               | Nov. 1993 |                            | 2         | 6                                                    | Der Wächter der Ewigkeit                             | 1995                                                 |           |
| Howard Weinstein                 | Rob Davis, Arne Starr                  | 55        | Time… to Time                            | Dez. 1993 |                            | 3         | 6                                                    | Der Wächter der Ewigkeit                             | 1995                                                 |           |
| Howard Weinstein                 | Rob Davis, Arne Starr                  | 56        | Call Back Yesterday                      | Jan. 1994 |                            | 4         | 6                                                    | Der Wächter der Ewigkeit                             | 1995                                                 |           |
| Howard Weinstein                 | Rob Davis, Arne Starr                  | 57        | Seems Like Old Times                     | Feb. 1994 |                            | 5         | 6                                                    | Der Wächter der Ewigkeit                             | 1995                                                 |           |
| Howard Weinstein                 | Carlos Garzon                          | 58        | No Compromise, Part 1                    | März 1994 |                            | 1         |                                                      |                                                      |                                                      |           |
| Howard Weinstein                 | Carlos Garzon                          | 59        | No Compromise, Part 2                    | Apr. 1994 |                            | 2         |                                                      |                                                      |                                                      |           |
| Howard Weinstein                 | Carlos Garzon                          | 60        | No Compromise, Part 3                    | Juni 1994 |                            | 3         |                                                      |                                                      |                                                      |           |
| Steven H. Wilson                 | Rod Whigham, Arne Starr                | 61        | Door in the Cage                         | Juli 1994 |                            |           |                                                      |                                                      |                                                      |           |
| Kevin Ryan                       | Rod Whigham, Arne Starr                | 62        | The Alone, Part 1                        | Aug. 1994 |                            | 1         |                                                      |                                                      |                                                      |           |
| Kevin Ryan                       | Rod Whigham, Arne Starr                | 63        | The Alone, Part 2                        | Sep. 1994 |                            | 2         |                                                      |                                                      |                                                      |           |
| Kevin Ryan                       | Rod Whigham, Arne Starr                | 64        | Gary                                     | Okt. 1994 |                            |           |                                                      |                                                      |                                                      |           |
| Howard Weinstein                 | Rod Whigham, Arne Starr                | 65        | Bait… and Switch                         | Nov. 1994 |                            |           |                                                      |                                                      |                                                      |           |
| Howard Weinstein                 | Thomas Derenick, Arne Starr            | 66        | Rivals, Part 1                           | Dez. 1994 |                            | 1         |                                                      |                                                      |                                                      |           |
| Howard Weinstein                 | Rachel Ketchum, Arne Starr             | 67        | Rivals, Part 2                           | Jan. 1995 |                            | 2         |                                                      |                                                      |                                                      |           |
| Howard Weinstein                 | Rachel Ketchum, Arne Starr             | 68        | Rivals, Part 3                           | Feb. 1995 |                            | 3         |                                                      |                                                      |                                                      |           |
| Howard Weinstein                 | Rachel Ketchum, Arne Starr             | 69        | A Wolf in Cheap Clothing, Part 1         | März 1995 |                            | 1         |                                                      |                                                      |                                                      |           |
| Howard Weinstein                 | Rachel Ketchum, Arne Starr             | 70        | A Wolf in Cheap Clothing, Part 2         | Apr. 1995 |                            | 2         |                                                      |                                                      |                                                      |           |
| Howard Weinstein                 | Rachel Ketchum, Pam Eklund             | 71        | A Wolf in Cheap Clothing, Part 3         | Mai 1995  |                            | 3         |                                                      |                                                      |                                                      |           |
| Howard Weinstein                 | Rachel Ketchum, Arne Starr             | 72        | A Wolf in Cheap Clothing, Part 4         | Juni 1995 |                            | 4         |                                                      |                                                      |                                                      |           |
| Howard Weinstein                 | Rachel Ketchum, Mark Heike             | 73        | Star-Crossed                             | Juli 1995 |                            | 1         |                                                      |                                                      |                                                      |           |
| Howard Weinstein                 | Rachel Ketchum, Mark Heike             | 74        | Loved Not Wisely                         | Aug. 1995 |                            | 2         |                                                      |                                                      |                                                      |           |
| Howard Weinstein                 | Rachel Ketchum, Mark Heike             | 75        | A Bright Particular Star                 | Sep. 1995 |                            | 3         |                                                      |                                                      |                                                      |           |
| Kevin Ryan                       | Rachel Ketchum, Mark Heike             | 76        | Prisoners                                | Okt. 1995 |                            |           |                                                      |                                                      |                                                      |           |
| Kevin Ryan                       | Rachel Forbes-Seese, Mark Heike        | 77        | Deadlock                                 | Nov. 1995 |                            |           |                                                      |                                                      |                                                      |           |
| Kevin Ryan                       | Rachel Forbes-Seese, Mark Heike        | 78        | The Hunted                               | Dez. 1995 | The Chosen                 | 1         |                                                      |                                                      |                                                      |           |
| Kevin Ryan                       | Steve Erwin, Terry Pallot              | 79        | Blood Enemies                            | Jan. 1996 | The Chosen                 | 2         |                                                      |                                                      |                                                      |           |
| Kevin Ryan                       | Rachel Forbes-Seese, Pablo Marcos      | 80        | Collision Course                         | Feb. 1996 | The Chosen                 | 3         |                                                      |                                                      |                                                      |           |

#### Star Trek: The Next Generation(Serie, 1988)
|             | Sprache                                 | Englisch                       | Englisch                       | Englisch                       | Englisch                       | Deutsch                                         | Deutsch                                         | Deutsch                                         |           |
|             | Verlag                                  | DC Comics                      | DC Comics                      | DC Comics                      | DC Comics                      | Hethke                                          | Hethke                                          | Hethke                                          |           |
|             | Reihentitel                             | Star Trek: The Next Generation | Star Trek: The Next Generation | Star Trek: The Next Generation | Star Trek: The Next Generation | Raumschiff Enterprise – Das nächste Jahrhundert | Raumschiff Enterprise – Das nächste Jahrhundert | Raumschiff Enterprise – Das nächste Jahrhundert |           |
| Autor       | Zeichner                                | Nr.                            | Enthaltene Geschichte          | Veröff.                        | NiM                            | Nr.                                             | Enthaltene Geschichte                           | Veröff.                                         | Bemerkung |
| ----------- | --------------------------------------- | ------------------------------ | ------------------------------ | ------------------------------ | ------------------------------ | ----------------------------------------------- | ----------------------------------------------- | ----------------------------------------------- | --------- |
| Mike Carlin | Pablo Marcos, Carlos Garzon, Arne Starr | 1                              | Where No One Has Gone Before   | Feb. 1988                      |                                | 1                                               | … Wo noch kein Mensch vorher war!               | 1990                                            |           |
| Mike Carlin | Pablo Marcos, Carlos Garzon, Arne Starr | 2                              | Spirit in the Sky              | März 1988                      |                                | 1                                               | Himmlischer Geist                               | 1990                                            |           |
| Mike Carlin | Pablo Marcos, Carlos Garzon, Arne Starr | 3                              | Q Factor                       | Apr. 1988                      | 1                              | 2                                               | Q Factor                                        | 1990                                            |           |
| Mike Carlin | Pablo Marcos, Carlos Garzon, Arne Starr | 4                              | Q’s Day                        | Mai 1988                       | 2                              | 2                                               | Qs Tag                                          | 1990                                            |           |
| Mike Carlin | Pablo Marcos, Carlos Garzon, Arne Starr | 5                              | Q Affect                       | Juni 1988                      | 3                              | 3                                               | Querelen!                                       | 1991                                            |           |
| Mike Carlin | Pablo Marcos, Carlos Garzon, Arne Starr | 6                              | Here Today                     | Juli 1988                      |                                | 3                                               | Am Ziel                                         | 1991                                            |           |

#### Star Trek: The Next Generation(Serie, 1989–1996)

##### Nummern 1 bis 4
|                      | Sprache      | Englisch                       | Englisch                       | Englisch                       | Englisch                       | Deutsch                                         | Deutsch                                         | Deutsch                                         |           |
|                      | Verlag       | DC Comics                      | DC Comics                      | DC Comics                      | DC Comics                      | Hethke                                          | Hethke                                          | Hethke                                          |           |
|                      | Reihe        | Star Trek: The Next Generation | Star Trek: The Next Generation | Star Trek: The Next Generation | Star Trek: The Next Generation | Raumschiff Enterprise – Das nächste Jahrhundert | Raumschiff Enterprise – Das nächste Jahrhundert | Raumschiff Enterprise – Das nächste Jahrhundert |           |
| Autor                | Zeichner     | Nr.                            | Enthaltene Geschichte          | Veröff.                        | NiM                            | Nr.                                             | Enthaltene Geschichte                           | Veröff.                                         | Bemerkung |
| -------------------- | ------------ | ------------------------------ | ------------------------------ | ------------------------------ | ------------------------------ | ----------------------------------------------- | ----------------------------------------------- | ----------------------------------------------- | --------- |
| Michael Jan Friedman | Pablo Marcos | 1                              | Return to Raimon               | Okt. 1989                      | 1                              | 4                                               | Rückkehr nach Raimon                            | 1991                                            |           |
| Michael Jan Friedman | Pablo Marcos | 2                              | Murder, Most Foul              | Nov. 1989                      | 2                              | 4                                               | Ein mieser Mord                                 | 1991                                            |           |
| Michael Jan Friedman | Pablo Marcos | 3                              | The Derelict                   | Dez. 1989                      | 1                              |                                                 |                                                 |                                                 |           |
| Michael Jan Friedman | Pablo Marcos | 4                              | The Hero Factor                | Jan. 1990                      | 2                              |                                                 |                                                 |                                                 |           |

##### Nummern 5 bis 46
|                                  | Sprache                      | Englisch                       | Englisch                          | Englisch                       | Englisch                       | Englisch                       | Deutsch                                         | Deutsch                                         | Deutsch                                         |           |
|                                  | Verlag                       | DC Comics                      | DC Comics                         | DC Comics                      | DC Comics                      | DC Comics                      | Condor                                          | Condor                                          | Condor                                          |           |
|                                  | Reihe                        | Star Trek: The Next Generation | Star Trek: The Next Generation    | Star Trek: The Next Generation | Star Trek: The Next Generation | Star Trek: The Next Generation | Raumschiff Enterprise – Das nächste Jahrhundert | Raumschiff Enterprise – Das nächste Jahrhundert | Raumschiff Enterprise – Das nächste Jahrhundert |           |
| Autor                            | Zeichner                     | Nr.                            | Enthaltene Geschichte             | Veröff.                        | Miniserie                      | NiM                            | Nr.                                             | Enthaltene Geschichte                           | Veröff.                                         | Bemerkung |
| -------------------------------- | ---------------------------- | ------------------------------ | --------------------------------- | ------------------------------ | ------------------------------ | ------------------------------ | ----------------------------------------------- | ----------------------------------------------- | ----------------------------------------------- | --------- |
| Michael Jan Friedman             | Pablo Marcos                 | 5                              | Serafin’s Survivors               | Feb. 1990                      |                                | 1                              | 1                                               | Die Überlebenden von Serafin                    | 1992                                            |           |
| Michael Jan Friedman             | Pablo Marcos                 | 6                              | Shadows in the Garden             | März 1990                      |                                | 2                              | 2                                               | Schatten im Licht                               | 1992                                            |           |
| Michael Jan Friedman             | Gordon Purcell, Pablo Marcos | 7                              | The Pilot                         | Apr. 1990                      |                                | 1                              | 3                                               | Der große Führer                                | 1992                                            |           |
| Michael Jan Friedman             | Gordon Purcell, Pablo Marcos | 8                              | The Battle Within                 | Mai 1990                       |                                | 2                              | 4                                               | Der Kampf im Inneren                            | 1992                                            |           |
| Michael Jan Friedman             | Pablo Marcos                 | 9                              | The Payoff                        | Juni 1990                      |                                |                                | 5                                               | Die Abrechnung                                  | 1992                                            |           |
| Michael Jan Friedman             | Pablo Marcos                 | 10                             | The Noise of Justice              | Juli 1990                      |                                | 1                              | 6                                               | Die Mühlen der Justiz                           | 1992                                            |           |
| Michael Jan Friedman             | Pablo Marcos                 | 11                             | The Impostor                      | Aug. 1990                      |                                | 2                              |                                                 |                                                 |                                                 |           |
| Michael Jan Friedman             | Pablo Marcos                 | 12                             | Whoever Fights Monsters           | Sep. 1990                      |                                | 3                              |                                                 |                                                 |                                                 |           |
| Michael Jan Friedman             | Pablo Marcos                 | 13                             | The Hand of the Assassin          | Okt. 1990                      |                                |                                |                                                 |                                                 |                                                 |           |
| Michael Jan Friedman             | Pablo Marcos                 | 14                             | Holiday on Ice                    | Dez. 1990                      |                                | 1                              |                                                 |                                                 |                                                 |           |
| Michael Jan Friedman             | Pablo Marcos                 | 15                             | Prisoners of the Ferengi          | Jan. 1991                      |                                | 2                              |                                                 |                                                 |                                                 |           |
| Michael Jan Friedman             | Pablo Marcos                 | 16                             | I Have Heard the Mermaids Singing | Feb. 1991                      |                                | 1                              |                                                 |                                                 |                                                 |           |
| Michael Jan Friedman             | Ken Penders, Pablo Marcos    | 17                             | The Weapon                        | März 1991                      |                                | 2                              |                                                 |                                                 |                                                 |           |
| Dave Stern, Mike O’Brien         | Mike Manley, Rob Campanella  | 18                             | Forbidden Fruit                   | Apr. 1991                      |                                |                                |                                                 |                                                 |                                                 |           |
| Michael Jan Friedman             | Peter Krause, Pablo Marcos   | 19                             | The Lesson                        | Mai 1991                       |                                |                                |                                                 |                                                 |                                                 |           |
| Michael Jan Friedman             | Peter Krause                 | 20                             | The Flight of the Albert Einstein | Juni 1991                      | Lost Shuttle                   | 1                              |                                                 |                                                 |                                                 |           |
| Michael Jan Friedman             | Peter Krause, Pablo Marcos   | 21                             | Mourning Star                     | Juli 1991                      | Lost Shuttle                   | 2                              |                                                 |                                                 |                                                 |           |
| Michael Jan Friedman             | Peter Krause, Pablo Marcos   | 22                             | Trapped                           | Aug. 1991                      | Lost Shuttle                   | 3                              |                                                 |                                                 |                                                 |           |
| Michael Jan Friedman             | Peter Krause, Pablo Marcos   | 23                             | The Barrier                       | Sep. 1991                      | Lost Shuttle                   | 4                              |                                                 |                                                 |                                                 |           |
| Michael Jan Friedman             | Peter Krause, Pablo Marcos   | 24                             | Homecoming                        | Okt. 1991                      | Lost Shuttle                   | 5                              |                                                 |                                                 |                                                 |           |
| Michael Jan Friedman             | Peter Krause, Pablo Marcos   | 25                             | Wayward Son / Family Reunion?     | Nov. 1991                      | Return of Okona                | 1                              |                                                 |                                                 |                                                 |           |
| Michael Jan Friedman             | Peter Krause, Pablo Marcos   | 26                             | Strangers in Strange Lands        | Dez. 1991                      | Return of Okona                | 2                              |                                                 |                                                 |                                                 |           |
| Michael Jan Friedman             | Peter Krause, Pablo Marcos   | 27                             | City Life                         | Jan. 1992                      | Return of Okona                | 3                              |                                                 |                                                 |                                                 |           |
| Michael Jan Friedman             | Peter Krause, Pablo Marcos   | 28                             | The Remembered One                | Feb. 1992                      | Return of Okona                | 4                              |                                                 |                                                 |                                                 |           |
| Kevin Ryan                       | Carlos Garzon                | 29                             | Honorbound                        | März 1992                      |                                |                                |                                                 |                                                 |                                                 |           |
| Michael Jan Friedman             | Carlos Garzon, Pablo Marcos  | 30                             | The Rift                          | Apr. 1992                      |                                | 1                              |                                                 |                                                 |                                                 |           |
| Michael Jan Friedman             | Carlos Garzon, Pablo Marcos  | 31                             | Kingdom of the Damned             | Mai 1992                       |                                | 2                              |                                                 |                                                 |                                                 |           |
| Michael Jan Friedman             | Peter Krause, Pablo Marcos   | 32                             | Wet Behind the Ears               | Juni 1992                      |                                |                                |                                                 |                                                 |                                                 |           |
| Michael Jan Friedman             | Ken Penders, Pablo Marcos    | 33                             | The Way of the Warrior            | Juli 1992                      |                                | 1                              |                                                 |                                                 |                                                 |           |
| Michael Jan Friedman             | Ken Penders, Pablo Marcos    | 34                             | Devil’s Brew                      | Juli 1992                      |                                | 2                              |                                                 |                                                 |                                                 |           |
| Michael Jan Friedman             | Ken Penders, Pablo Marcos    | 35                             | The Dogs of War                   | Aug. 1992                      |                                | 3                              |                                                 |                                                 |                                                 |           |
| Michael Jan Friedman             | Peter Krause, Pablo Marcos   | 36                             | Shore Leave in Shanzibar          | Aug. 1992                      |                                | 1                              |                                                 |                                                 |                                                 |           |
| Michael Jan Friedman             | Peter Krause, Pablo Marcos   | 37                             | Consorting With the Devil         | Sep. 1992                      |                                | 2                              |                                                 |                                                 |                                                 |           |
| Michael Jan Friedman             | Peter Krause, Pablo Marcos   | 38                             | Dirty Work                        | Sep. 1992                      |                                | 3                              |                                                 |                                                 |                                                 |           |
| Michael Jan Friedman             | Peter Krause, Pablo Marcos   | 39                             | Bridges                           | Okt. 1992                      |                                | 1                              |                                                 |                                                 |                                                 |           |
| Michael Jan Friedman             | Peter Krause, Pablo Marcos   | 40                             | Bone of Contention                | Nov. 1992                      |                                | 2                              |                                                 |                                                 |                                                 |           |
| Michael Jan Friedman             | Rob Davis, Pablo Marcos      | 41                             | Separation Anxiety                | Dez. 1992                      |                                | 3                              |                                                 |                                                 |                                                 |           |
| Michael Jan Friedman             | Peter Krause, Pablo Marcos   | 42                             | Second Chances                    | Jan. 1993                      |                                | 4                              |                                                 |                                                 |                                                 |           |
| Michael Jan Friedman             | Peter Krause, Pablo Marcos   | 43                             | Strange Bedfellows                | Feb. 1993                      |                                | 5                              |                                                 |                                                 |                                                 |           |
| Michael Jan Friedman             | Peter Krause, Pablo Marcos   | 44                             | Restoration                       | März 1993                      |                                | 6                              |                                                 |                                                 |                                                 |           |
| Michael Jan Friedman, Kevin Ryan | Chuck Frazier, Pablo Marcos  | 45                             | Childish Things                   | Apr. 1993                      |                                |                                |                                                 |                                                 |                                                 |           |
| Michael Jan Friedman, Kevin Ryan | Carlos Garzon, Pablo Marcos  | 46                             | The Maze                          | Mai 1993                       |                                |                                |                                                 |                                                 |                                                 |           |

##### Nummern 47 bis 80
|                                                | Sprache                                   | Englisch                       | Englisch                       | Englisch                       | Englisch                       | Englisch                       | Deutsch                             | Deutsch                             | Deutsch                             |           |
|                                                | Verlag                                    | DC Comics                      | DC Comics                      | DC Comics                      | DC Comics                      | DC Comics                      | Carlsen                             | Carlsen                             | Carlsen                             |           |
|                                                | Reihe                                     | Star Trek: The Next Generation | Star Trek: The Next Generation | Star Trek: The Next Generation | Star Trek: The Next Generation | Star Trek: The Next Generation | Star Trek – Das nächste Jahrhundert | Star Trek – Das nächste Jahrhundert | Star Trek – Das nächste Jahrhundert |           |
| Autor                                          | Zeichner                                  | Nr.                            | Enthaltene Geschichte          | Veröff.                        | Miniserie                      | NiM                            | Nr.                                 | Titel                               | Veröff.                             | Bemerkung |
| ---------------------------------------------- | ----------------------------------------- | ------------------------------ | ------------------------------ | ------------------------------ | ------------------------------ | ------------------------------ | ----------------------------------- | ----------------------------------- | ----------------------------------- | --------- |
| Michael Jan Friedman, Kevin Ryan               | Carlos Garzon, Pablo Marcos               | 47                             | The Bludgeonings of Chance     | Juni 1993                      | The Worst of Both Worlds!      | 1                              | 7                                   | Das Universum der Borg              | 1996                                |           |
| Michael Jan Friedman                           | Peter Krause, Pablo Marcos                | 48                             | The Belly of the Beast         | Juli 1993                      | The Worst of Both Worlds!      | 2                              | 7                                   | Das Universum der Borg              | 1996                                |           |
| Michael Jan Friedman                           | Peter Krause, Pablo Marcos                | 49                             | The Armies of the Night        | Aug. 1993                      | The Worst of Both Worlds!      | 3                              | 7                                   | Das Universum der Borg              | 1996                                |           |
| Michael Jan Friedman                           | Peter Krause, Pablo Marcos, Romeo Tanghal | 50                             | And Death Shall Have No Domain | Sep. 1993                      | The Worst of Both Worlds!      | 4                              | 7                                   | Das Universum der Borg              | 1996                                |           |
| Judith Reeves-Stevens, Garfield Reeves-Stevens | Peter Krause, Mike Christian              | 51                             | Lifesigns                      | Okt. 1993                      |                                |                                |                                     |                                     |                                     |           |
| Michael Jan Friedman                           | Pablo Marcos                              | 52                             | The Rich, and the Dead         | Okt. 1993                      |                                | 1                              |                                     |                                     |                                     |           |
| Michael Jan Friedman                           | Pablo Marcos                              | 53                             | Reductions & Deductions        | Nov. 1993                      |                                | 2                              |                                     |                                     |                                     |           |
| Michael Jan Friedman                           | Pablo Marcos                              | 54                             | Hidden Agendas                 | Nov. 1993                      |                                | 3                              |                                     |                                     |                                     |           |
| Michael Jan Friedman                           | Deryl Skelton                             | 55                             | The Good of the Many           | Dez. 1993                      |                                |                                |                                     |                                     |                                     |           |
| Michael Jan Friedman                           | Deryl Skelton                             | 56                             | Companionship                  | Jan. 1994                      |                                | 1                              |                                     |                                     |                                     |           |
| Michael Jan Friedman                           | Deryl Skelton                             | 57                             | Of Two Minds                   | März 1994                      |                                | 2                              |                                     |                                     |                                     |           |
| Michael Jan Friedman                           | Deryl Skelton                             | 58                             | Bodies of Evidence             | Apr. 1994                      |                                | 3                              |                                     |                                     |                                     |           |
| Michael Jan Friedman                           | Deryl Skelton                             | 59                             | Children of Chaos              | Mai 1994                       |                                | 1                              |                                     |                                     |                                     |           |
| Michael Jan Friedman                           | Pablo Marcos                              | 60                             | Mother of Madness              | Juni 1994                      |                                | 2                              |                                     |                                     |                                     |           |
| Michael Jan Friedman                           | Deryl Skelton                             | 61                             | Brothers in Darkness           | Juli 1994                      |                                | 3                              |                                     |                                     |                                     |           |
| Michael Jan Friedman                           | Rachel Ketchum, Rick Burchett             | 62                             | The Victim                     | Aug. 1994                      |                                |                                |                                     |                                     |                                     |           |
| Michael Jan Friedman                           | Deryl Skelton                             | 63                             | A Matter of Conscience         | Sep. 1994                      |                                | 1                              |                                     |                                     |                                     |           |
| Michael Jan Friedman                           | Deryl Skelton                             | 64                             | The Deceivers                  | Okt. 1994                      |                                | 2                              |                                     |                                     |                                     |           |
| Michael Jan Friedman                           | Deryl Skelton                             | 65                             | The Truth Elusive              | Nov. 1994                      |                                | 3                              |                                     |                                     |                                     |           |
| Michael Jan Friedman                           | Deryl Skelton                             | 66                             | Just Desserts                  | Dez. 1994                      |                                |                                |                                     |                                     |                                     |           |
| Michael Jan Friedman                           | Deryl Skelton                             | 67                             | Search and Destroy             | Jan. 1995                      | Friends and Other Strangers    | 1                              |                                     |                                     |                                     |           |
| Michael Jan Friedman                           | Deryl Skelton                             | 68                             | The Bajoran and the Beast      | Feb. 1995                      | Friends and Other Strangers    | 2                              |                                     |                                     |                                     |           |
| Michael Jan Friedman                           | Deryl Skelton                             | 69                             | Dreams Die                     | März 1995                      | Friends and Other Strangers    | 3                              |                                     |                                     |                                     |           |
| Michael Jan Friedman                           | Deryl Skelton                             | 70                             | The Last Verse                 | Apr. 1995                      | Friends and Other Strangers    | 4                              |                                     |                                     |                                     |           |
| Michael Jan Friedman                           | Gordon Purcell, Terry Pallot              | 71                             | The First Casualty             | Mai 1995                       | War and Madness                | 1                              |                                     |                                     |                                     |           |
| Michael Jan Friedman                           | Gordon Purcell, Terry Pallot              | 72                             | A Handful of Dust              | Juni 1995                      | War and Madness                | 2                              |                                     |                                     |                                     |           |
| Michael Jan Friedman                           | Gordon Purcell, Terry Pallot              | 73                             | The Dying of the Light         | Juli 1995                      | War and Madness                | 3                              |                                     |                                     |                                     |           |
| Michael Jan Friedman                           | Gordon Purcell, Terry Pallot              | 74                             | Ceremony of Innocence          | Aug. 1995                      | War and Madness                | 4                              |                                     |                                     |                                     |           |
| Michael Jan Friedman                           | Gordon Purcell, Terry Pallot              | 75                             | Cry Havoc                      | Sep. 1995                      | War and Madness                | 5                              |                                     |                                     |                                     |           |
| Michael Jan Friedman                           | Ken Save, Shephard Hendrix                | 76                             | Suspect                        | Okt. 1995                      |                                |                                |                                     |                                     |                                     |           |
| Michael Jan Friedman                           | Gordon Purcell, Terry Pallot              | 77                             | Gateway                        | Nov. 1995                      |                                | 1                              |                                     |                                     |                                     |           |
| Michael Jan Friedman                           | Gordon Purcell, Terry Pallot              | 78                             | The Unconquered                | Dez. 1995                      |                                | 2                              |                                     |                                     |                                     |           |
| Michael Jan Friedman                           | Gordon Purcell, Terry Pallot              | 79                             | Artificiality                  | Jan. 1996                      |                                | 1                              |                                     |                                     |                                     |           |
| Michael Jan Friedman                           | Gordon Purcell, Terry Pallot              | 80                             | The Abandoned                  | Feb. 1996                      |                                | 2                              |                                     |                                     |                                     |           |

#### Star Trek Special
|                      |                               | Englisch | Englisch              | Englisch |           |
| Autor                | Zeichner                      | Nr.      | Enthaltene Geschichte | Veröff.  | Bemerkung |
| -------------------- | ----------------------------- | -------- | --------------------- | -------- | --------- |
| Peter David          | Rod Whigham, Arne Starr       | 1        | Blaise of Glory       | 1994     |           |
| Michael Collins      | Michael Collins, Terry Pallot | 1        | The Needs of the One  | 1994     |           |
| Kevin Ryan           | Chris Wozkiak, Jeff Hollander | 2        | Raise the Defiant     | 1994     |           |
| Steven H. Wilson     | Rachel Ketchum, Rich Faber    | 2        | A Question of Loyalty | 1994     |           |
| Michael Jan Friedman | Steve Erwin, Jimmy Palmiotti  | 3        | The Unforgiven        | 1995     |           |
| Mark A. Altman       | Ken Save, Ron Boyd            | 3        | Echoes of Yesterday   | 1995     |           |

#### Star Trek: The Next Generation Special
|                              |                                       | Englisch | Englisch              | Englisch |           |
| Autor                        | Zeichner                              | Nr.      | Enthaltene Geschichte | Veröff.  | Bemerkung |
| ---------------------------- | ------------------------------------- | -------- | --------------------- | -------- | --------- |
| Tony Isabella, Bob Ingersoll | Rachel Skelton, Steve Carr, Jim Amash | 1        | Good Listener         | 1993     |           |
| Ken Penders, Anne Wokanovicz | Romeo Tranghal                        | 1        | A True Son of Kahless | 1993     |           |
| Diane Duane                  | Rod Whigham, Mike Sellers             | 1        | Spot’s Day            | 1993     |           |
| Michael Jan Friedman         | Gordon Purcell, Terry Pallot          | 2        | The Choice            | 1994     |           |
| Chris Claremont              | Chris Wozniak, Jerome Moore           | 2        | Cry Vengeance         | 1994     |           |
| Michael Jan Friedman         | Steve Erwin, Charles Barnett          | 2        | Out of Time           | 1994     |           |
| Michael DeMerritt            | Ricardo Villagran                     | 3        | Pandora’s Prodigy     | 1995     |           |
| Kevin Ryan                   | Ken Save, Shephard Hendrix            | 3        | Old Debts             | 1995     |           |

#### One-Shots
|                                                                 | Sprache                                    | Englisch      | Englisch                     | Englisch  | Deutsch                                                     | Deutsch                                                     | Deutsch                                                     | Deutsch                                                     | Deutsch                                                     |                                                     |
|                                                                 | Verlag                                     | DC Comics     | DC Comics                    | DC Comics | Carlsen (C), ConPart (CP), Ehapa (E), Feest (F), Hethke (H) | Carlsen (C), ConPart (CP), Ehapa (E), Feest (F), Hethke (H) | Carlsen (C), ConPart (CP), Ehapa (E), Feest (F), Hethke (H) | Carlsen (C), ConPart (CP), Ehapa (E), Feest (F), Hethke (H) | Carlsen (C), ConPart (CP), Ehapa (E), Feest (F), Hethke (H) |                                                     |
| Autor                                                           | Zeichner                                   | Reihe         | Titel                        | Veröff.   | V                                                           | Reihe                                                       | Nr.                                                         | Titel                                                       | Veröff.                                                     | Bemerkung                                           |
| --------------------------------------------------------------- | ------------------------------------------ | ------------- | ---------------------------- | --------- | ----------------------------------------------------------- | ----------------------------------------------------------- | ----------------------------------------------------------- | ----------------------------------------------------------- | ----------------------------------------------------------- | --------------------------------------------------- |
| Mike W. Barr                                                    | Tom Sutton, Ricardo Villagran              | Movie Special | III: The Search For Spock    | 1984      | E                                                           | Ehapa-Filmband                                              | 7                                                           | III – Auf der Suche nach Mr. Spock                          | 1984                                                        | Adaption des dritten Kinofilms                      |
| Mike W. Barr                                                    | Tom Sutton, Ricardo Villagran              | Movie Special | IV: The Voyage Home          | 1987      |                                                             |                                                             |                                                             |                                                             |                                                             | Adaption des vierten Kinofilms                      |
| Peter David                                                     | James W. Fry, Arne Starr                   | Movie Special | V: The Final Frontier        | 1989      | H                                                           | Hethke Comic                                                | 1                                                           | Die letzte Grenze                                           | 1989                                                        | Adaption des fünften Kinofilms                      |
| Peter David                                                     | Gordon Purcell, Arne Starr                 | Movie Special | VI: The Undiscovered Country | 1992      | CP                                                          | Star Trek Filmsonderheft                                    | 1                                                           | VI – Das untentdeckte Land                                  | 1992                                                        | Adaption des sechsten Kinofilms                     |
| Michael Jan Friedman                                            | Gordon Purcell, Jerome Moore, Terry Pallot |               | Generations                  | 1994      | F                                                           | Star Trek                                                   | 4                                                           | Treffen der Generationen                                    | 1996                                                        | Adaption des siebten Kinofilms                      |
| Chris Claremont                                                 | Adam T. Hughes, Carl C. Story              | TOS           | Debt of Honor                | 1992      | F                                                           | Star Trek                                                   | 1                                                           | Die Ehrenschuld                                             | 1995                                                        | Graphic Novel                                       |
| Michael Jan Friedman                                            | Jay Scott Pike, José Marzan                | TNG           | All Good Things…             | 1994      |                                                             |                                                             |                                                             |                                                             |                                                             | Adaption der finalen TNG-Doppelepisode              |
| William Shatner, Judith Reeves-Stevens, Garfield Reeves-Stevens | Steve Erwin, Jimmy Palmiotti               | TOS           | The Ashes of Eden            | 1995      | C                                                           | Star Trek – Die Abenteuer des Raumschiffs Enterprise        | 10                                                          | Die Asche von Eden                                          | 1996                                                        | Adaption des gleichnamigen Romans als Graphic Novel |

#### Annuals
|                                        | Sprache                                    | Englisch     | Englisch  | Englisch             | Englisch  | Englisch    | Englisch  | Deutsch   | Deutsch      | Deutsch   |
|                                        | Verlag                                     | DC Comics    | DC Comics | DC Comics            | DC Comics | DC Comics   | DC Comics | Feest     | Feest        | Feest     |
|                                        | Reihe                                      | Annual       | Annual    | Annual               | Annual    | Annual      | Annual    | Star Trek | Star Trek    | Star Trek |
| Autor                                  | Zeichner                                   | Haupt- reihe | Nr.       | Titel                | Veröff.   | Miniserie   | NiM       | Nr.       | Titel        | Veröff.   |
| -------------------------------------- | ------------------------------------------ | ------------ | --------- | -------------------- | --------- | ----------- | --------- | --------- | ------------ | --------- |
| Mike W. Barr                           | David Ross, Bob Smith                      | TOS          | 1         | All Those Years Ago… | 1985      |             |           |           |              |           |
| Mike W. Barr                           | Dan Jurgens, Bob Smith                     | TOS          | 2         | The Final Voyage     | 1986      |             |           |           |              |           |
| Peter David                            | Curt Swan, Ricardo Villagran               | TOS          | 3         | Retrospect           | 1988      |             |           |           |              |           |
| Peter David, George Takei              | Gray Morrow                                | TOS          | 1         | So Near the Touch    | 1990      |             |           |           |              |           |
| Peter David                            | James W. Fry, Curt Swan, Arne Starr        | TOS          | 2         | Starfleet Academy    | 1991      |             |           |           |              |           |
| Howard Weinstein                       | Norm Dwyer, Arne Starr                     | TOS          | 3         | Homeworld            | 1992      |             |           |           |              |           |
| Michael Jan Friedman                   | Gordon Purcell, Pablo Marcos               | TOS          | 4         | To Walk the Night    | 1993      |             |           |           |              |           |
| Michael Jan Friedman                   | Carlos Garzon                              | TOS          | 5         | The Dream Walkers    | 1994      |             |           |           |              |           |
| Howard Weinstein, Michael Jan Friedman | Ken Save, Sam de la Rosa                   | TOS          | 6         | Split Infinities     | 1995      | Convergence | 1         | 5         | Annäherungen | 1996      |
| Howard Weinstein, Michael Jan Friedman | Ken Save, Sam de la Rosa                   | TNG          | 6         | Future Imperfect     | 1996      | Convergence | 2         | 5         | Annäherungen | 1996      |
| John de Lancie, Michael Jan Friedman   | Pablo Marcos                               | TNG          | 1         | The Gift             | 1990      |             |           |           |              |           |
| Michael Jan Friedman                   | Matt Haley, Carlos Garzon                  | TNG          | 2         | Thin Ice             | 1991      |             |           |           |              |           |
| Michael Jan Friedman                   | Brandon Peterson, Pablo Marcos             | TNG          | 3         | The Broken Moon      | 1992      |             |           |           |              |           |
| Mike W. Barr                           | Jim Key, Aaron McClellan, Bob Smith        | TNG          | 4         | A House Divided      | 1993      |             |           |           |              |           |
| Howard Weinstein                       | Rachel Ketchum, Bob Smith, Charles Barnett | TNG          | 5         | Brother’s Keeper     | 1994      |             |           |           |              |           |

#### Miniserien
|                      | Sprache                                                               | Englisch     | Englisch                   | Englisch                       | Englisch  | Deutsch                | Deutsch                                              | Deutsch                | Deutsch                  | Deutsch                |                                                     |
|                      | Verlag                                                                | DC Comics    | DC Comics                  | DC Comics                      | DC Comics | Feest (F), Carlsen (C) | Feest (F), Carlsen (C)                               | Feest (F), Carlsen (C) | Feest (F), Carlsen (C)   | Feest (F), Carlsen (C) |                                                     |
| Autor                | Zeichner                                                              | Haupt- reihe | Veröff.                    | Miniserie, Titel               | NiM       | V                      | Reihe                                                | Nr.                    | Titel                    | Veröff.                | Bemerkung                                           |
| -------------------- | --------------------------------------------------------------------- | ------------ | -------------------------- | ------------------------------ | --------- | ---------------------- | ---------------------------------------------------- | ---------------------- | ------------------------ | ---------------------- | --------------------------------------------------- |
| Allen Asherman       | Michael Bair, Murphy Anderson                                         | TOS          | März 1987 – April 1987     | Who’s Who                      | 1–2       |                        |                                                      |                        |                          |                        |                                                     |
| Michael Jan Friedman | Pablo Marcos                                                          | TOS          | Juli 1991 – September 1991 | The Modala Imperative          | 1–4       | C                      | Star Trek – Die Abenteuer des Raumschiffs Enterprise | 3                      | Mission auf Modala       | 1995                   |                                                     |
| Peter David          | Pablo Marcos                                                          | TNG          | Sep. 1991 – Oktober 1991   | The Modala Imperative          | 1–4       | C                      | Star Trek – Die Abenteuer des Raumschiffs Enterprise | 4                      | Die Rückkehr nach Modala | 1995                   | Fortsetzung der gleichnamigen TOS-Miniserie.        |
| Mike W. Barr         | Gordon Purcell, Terry Pallot                                          | TNG, DS9     | Okt. 1994                  | The Wormhole Trap              | 2         | C                      | Star Trek – Die Abenteuer des Raumschiffs Enterprise | 5                      | Die Wurmloch-Falle       | 1995                   | kooperative Miniserie mit dem Verlag Malibu Comics. |
| Mike W. Barr         | Gordon Purcell, Terry Pallot                                          | TNG, DS9     | Nov. 1994                  | Encounter With the Othersiders | 3         | C                      | Star Trek – Die Abenteuer des Raumschiffs Enterprise | 5                      | Die Wurmloch-Falle       | 1995                   | kooperative Miniserie mit dem Verlag Malibu Comics. |
| Michael Jan Friedman | Steve Erwin, Charles Barnett                                          | TNG          | Dez. 1994 – Januar 1995    | Shadowheart                    | 1–2       | F                      | Star Trek                                            | 2                      | Shadowheart, Teil 1      | 1995                   |                                                     |
| Michael Jan Friedman | Steve Erwin, Charles Barnett                                          | TNG          | Feb. 1995 – März 1995      | Shadowheart                    | 3–4       | F                      | Star Trek                                            | 3                      | Shadowheart, Teil 2      | 1995                   |                                                     |
| Diane Duane          | Deryl Skelton, Timothy Tuohy, Ken Save, John Montgomery, Pablo Marcos | TNG          | Nov. 1995 – Februar 1996   | Ill Wind                       | 1–4       |                        |                                                      |                        |                          |                        |                                                     |

### Malibu Comics

#### Star Trek: Deep Space Nine(Serie, 1993–1995)
|                           | Sprache                                                | Englisch                   | Englisch                   | Englisch                                | Englisch                   | Englisch                   | Deutsch                    | Deutsch                    | Deutsch                    |           |
|                           | Verlag                                                 | Malibu                     | Malibu                     | Malibu                                  | Malibu                     | Malibu                     | Gabor                      | Gabor                      | Gabor                      |           |
|                           | Reihentitel                                            | Star Trek: Deep Space Nine | Star Trek: Deep Space Nine | Star Trek: Deep Space Nine              | Star Trek: Deep Space Nine | Star Trek: Deep Space Nine | Star Trek: Deep Space Nine | Star Trek: Deep Space Nine | Star Trek: Deep Space Nine |           |
| Autor                     | Zeichner                                               | Nr.                        | Veröff.                    | Enthaltene Geschichte                   | Miniserie                  | NiM                        | Nr.                        | Enthaltene Geschichte      | Jahr                       | Bemerkung |
| ------------------------- | ------------------------------------------------------ | -------------------------- | -------------------------- | --------------------------------------- | -------------------------- | -------------------------- | -------------------------- | -------------------------- | -------------------------- | --------- |
| Mike W. Barr              | Gordon Purcell, Terry Pallot                           | 1                          | Aug. 1993                  | Stowaway, Part 1                        |                            |                            | 1                          | Blinder Passagier, Teil 1  | 1994                       |           |
| Mike W. Barr              | Gordon Purcell, Terry Pallot                           | 2                          | Sep. 1993                  | Stowaway, Part 2                        |                            |                            | 2                          | Blinder Passagier, Teil 2  | 1994                       |           |
| Mike W. Barr              | Gordon Purcell, Terry Pallot                           | 3                          | Okt. 1993                  | Old Wounds                              |                            |                            | 3                          | Alte Wunden                | 1994                       |           |
| Mike W. Barr              | Gordon Purcell, Terry Pallot                           | 4                          | Nov. 1993                  | Emancipation, Part 1                    |                            |                            | 4                          | Emanzipation, Teil 1       | 1995                       |           |
| Mike W. Barr              | Gordon Purcell, Terry Pallot                           | 5                          | Dez. 1993                  | Emancipation, Part 2                    |                            |                            |                            |                            |                            |           |
| Chris Dows, Colin Clayton | Rob Davis, Terry Pallot                                | 6                          | Jan. 1994                  | Program 359                             |                            |                            |                            |                            |                            |           |
| John Vornholt             | Rob Davis, Terry Pallot                                | 6                          | Jan. 1994                  | Pickpocket                              |                            |                            |                            |                            |                            |           |
| Mike W. Barr              | Rob Davis, Terry Pallot                                | 6                          | Jan. 1994                  | Field Trip                              |                            |                            |                            |                            |                            |           |
| Mike W. Barr              | Rob Davis, Terry Pallot                                | 7                          | Feb. 1994                  | Working Vacation                        |                            |                            |                            |                            |                            |           |
| Mark A. Altman            | Gordon Purcell, Scott Reed                             | 8                          | Mai 1994                   | Requiem, Part 1                         |                            |                            |                            |                            |                            |           |
| Mark A. Altman            | Gordon Purcell, Scott Reed, Larry Welch                | 9                          | Juni 1994                  | Requiem, Part 2                         |                            |                            |                            |                            |                            |           |
| Mark A. Altman            | Rob Davis, Terry Pallot                                | 9                          | Juni 1994                  | Hearts and Minds: Prelude               |                            |                            |                            |                            |                            |           |
| Dan Mishkin               | Leonard Kirk, Terry Pallot                             | 10                         | Juni 1994                  | Descendants                             |                            |                            |                            |                            |                            |           |
| Charles Marshall          | Leonard Kirk, Bruce McCorkindale                       | 11                         | Juli 1994                  | A Short Fuse                            |                            |                            |                            |                            |                            |           |
| Charles Marshall          | Leonard Kirk, Bruce McCorkindale                       | 12                         | Juli 1994                  | Baby on Board                           |                            |                            |                            |                            |                            |           |
| Charles Marshall          | Leonard Kirk, Bruce McCorkindale                       | 13                         | Aug. 1994                  | Lapse                                   |                            |                            |                            |                            |                            |           |
| Jerry Bingham             | Tim Eldred, Bruce McCorkindale                         | 14                         | Sep. 1994                  | Dax’s Comet, Part 1                     |                            |                            |                            |                            |                            |           |
| Jerry Bingham             | Tim Eldred, Bruce McCorkindale                         | 15                         | Okt. 1994                  | Dax’s Comet, Part 2                     |                            |                            |                            |                            |                            |           |
| John Vornholt             | Leonard Kirk, Jack Snider, Richard Emond               | 16                         | Nov. 1994                  | Shanghaied                              |                            |                            |                            |                            |                            |           |
| Laurie S. Sutton          | Leonard Kirk, Jack Snider                              | 17                         | Dez. 1994                  | Images                                  |                            |                            |                            |                            |                            |           |
| Laurie S. Sutton          | Leonard Kirk, Jack Snider, Richard Emond, Larry Welch  | 18                         | Jan. 1995                  | Hearts of Old                           |                            |                            |                            |                            |                            |           |
| Mark A. Altman            | Rob Davis, Terry Pallot                                | 18                         | Jan. 1995                  | The Maquis, Soldier of Peace: War Games |                            |                            |                            |                            |                            |           |
| Dan Mishkin               | Ken Penders, Arne Starr                                | 19                         | Feb. 1995                  | Mission of Mercy                        |                            |                            |                            |                            |                            |           |
| Dan Mishkin               | Ken Penders, Jack Snider                               | 20                         | März 1995                  | Last Remains                            |                            |                            |                            |                            |                            |           |
| Dan Mishkin               | Rob Davis, Bruce McCorkindale                          | 21                         | Apr. 1995                  | Fadeout                                 |                            |                            |                            |                            |                            |           |
| Dan Mishkin               | Terry Pallot                                           | 22                         | Mai 1995                   | Deep Space Nine Mine                    |                            |                            |                            |                            |                            |           |
| Dan Mishkin               | Leonard Kirk, Aubrey Bradford, Scott Reed, Larry Welch | 23                         | Mai 1995                   | The Search                              | The Secret of the Lost Orb | 1                          |                            |                            |                            |           |
| Dan Mishkin               | Leonard Kirk, John Montgomery                          | 24                         | Juni 1995                  | Acceptable Losses                       | The Secret of the Lost Orb | 2                          |                            |                            |                            |           |
| Dan Mishkin               | Leonard Kirk, John Montgomery                          | 25                         | Juli 1995                  | Gods of War                             | The Secret of the Lost Orb | 3                          |                            |                            |                            |           |
| Jean-Marc Lofficier       | Keith Conroy, Larry Welch                              | 26                         | Juli 1995                  | Mudd’s Pets, Part 1                     |                            |                            |                            |                            |                            |           |
| Chris Dows, Colin Clayton | Rob Davis, Jack Snider                                 | 26                         | Juli 1995                  | Genesis Denied, Part 1                  |                            |                            |                            |                            |                            |           |
| Jean-Marc Lofficier       | Keith Conroy, Larry Welch                              | 27                         | Aug. 1995                  | Mudd’s Pets, Part 2                     |                            |                            |                            |                            |                            |           |
| Chris Dows, Colin Clayton | Rob David, Jack Snider                                 | 27                         | Aug. 1995                  | Genesis Denied, Part 2                  |                            |                            |                            |                            |                            |           |
| Dan Mishkin               | Leonard Kirk, Terry Pallot                             | 28                         | Sep. 1995                  | Friend and Foe Alike                    |                            |                            |                            |                            |                            |           |
| Tim Russ, Mark Paniccia   | Rob Davis, Aubrey Bradford                             | 29                         | Okt. 1995                  | Enemies and Allies, Part 1              |                            |                            |                            |                            |                            |           |
| Mark Paniccia             | Rod Whigham, Terry Pallot                              | 29                         | Okt. 1995                  | Sole Asylum, Part 1                     |                            |                            |                            |                            |                            |           |
| Tim Russ, Mark Paniccia   | Rob Davis, Aubrey Bradford                             | 30                         | Nov. 1995                  | Enemies and Allies, Part 2              |                            |                            |                            |                            |                            |           |
| Mark Paniccia             | Rod Whigham, Terry Pallot                              | 30                         | Nov. 1995                  | Sole Asylum, Part 2                     |                            |                            |                            |                            |                            |           |
| Leonard Kirk              | Leonard Kirk                                           | 31                         | Dez. 1995                  | Remembrance                             |                            |                            |                            |                            |                            |           |
| Jason Levine              | Scott Sava                                             | 31                         | Dez. 1995                  | Rules of Behavior                       |                            |                            |                            |                            |                            |           |
| Chris Dows, Colin Clayton | Rob Davis, Craig Gilmore, Terry Pallot                 | 32                         | Dez. 1995                  | Turn of the Tide                        |                            |                            |                            |                            |                            |           |

#### One-Shots, Annuals und Specials
|                               |                                                                  | Englisch               | Englisch  | Englisch                 |                                            |
| Autor                         | Zeichner                                                         | Titel                  | Veröff.   | Enthaltene Geschichte    | Bemerkung                                  |
| ----------------------------- | ---------------------------------------------------------------- | ---------------------- | --------- | ------------------------ | ------------------------------------------ |
| Mike W. Barr                  | Lurene Haines                                                    | –––                    | Juli 1993 | Hostage Situation        | Vorschau auf die monatliche Comicheftserie |
| Mark A. Altman                | Rob Davis, Terry Pallot                                          | Lightstorm             | Dez. 1994 |                          |                                            |
| Mark A. Altman                | Trevor Goring                                                    | Terok Nor              | Jan. 1995 |                          |                                            |
| Mike W. Barr                  | Leonard Kirk, Rob Davis                                          | The Looking Glass War  | Jan. 1995 |                          |                                            |
| Mark Lenard                   | Leonard Kirk, Ken Penders, Terry Pallot, Scott Reed, Larry Welch | Blood & Honor          | Mai 1995  |                          | Übertitelt mit Celebrity Series            |
| Aron Eisenberg, Mark Paniccia | Leonard Kirk, Bob Almond, John Montgomery, Scott Reed            | The Rules of Diplomacy | Aug. 1995 |                          | Übertitelt mit Celebrity Series            |
| Phil Crain                    | Rod Whigham, Scott Reed                                          | Special                | Aug. 1995 | Collision Course         |                                            |
| Bruce Costa                   | Keith Conroy, Aubrey Bradford                                    | Special                | Aug. 1995 | Frozen Boyhood           |                                            |
| Terry Pallot                  | Terry Pallot, Jack Snider                                        | Special                | Aug. 1995 | Oaths                    |                                            |
| Chris Pelton                  | Moose Baumann, Anne Timmons, Scott Reed                          | Special                | Aug. 1995 | Honor                    |                                            |
| Joe Fielder                   | Rob Davis, Bruce McCorkindale                                    | Special                | Aug. 1995 | Dangerous Times          |                                            |
| Dan Mishkin                   | Steve Erwin, John Montgomery, Scott Reed                         | Worf Special           | Dez. 1995 | Bonds of Honor           |                                            |
| Moose Baumann                 | Rob Davis, Aubrey Bradford                                       | Worf Special           | Dez. 1995 | Unhappy Trails           |                                            |
| Laurie S. Sutton              | Leonard Kirk, Scott Reed, Saleem Crawford                        | Ultimate Annual        | Dez. 1995 | No Time Like the Present |                                            |
| John Vornholt                 | Patrick Woodrow, Larry Welch                                     | Ultimate Annual        | Dez. 1995 | The Nagus’ New Clothes   |                                            |
| Mariano Nicieza               | Anne Timmons, Scott Reed                                         | Ultimate Annual        | Dez. 1995 | Small Victory            |                                            |

#### Miniserien
| Sprache                    | Sprache                            | Englisch                     | Englisch | Englisch  | Englisch                        | Deutsch | Deutsch | Deutsch            |                                                 |
| Verlag                     | Verlag                             | Malibu                       | Malibu   | Malibu    | Malibu                          | Carlsen | Carlsen | Carlsen            |                                                 |
| Autor                      | Zeichner                           | Titel / Miniserie            | NiM      | Veröff.   | Enthaltene Geschichte           | Nr.     | Veröff. | Miniserie          | Bemerkung                                       |
| -------------------------- | ---------------------------------- | ---------------------------- | -------- | --------- | ------------------------------- | ------- | ------- | ------------------ | ----------------------------------------------- |
| Mark A. Altman             | Rob Davis, Terry Pallot            | Hearts and Minds             | 1        | Juni 1994 | For the Glory of the Empire     |         |         |                    |                                                 |
| Mark A. Altman             | Rob Davis, Terry Pallot            | Hearts and Minds             | 2        | Juli 1994 | On the Edge of Armageddon       |         |         |                    |                                                 |
| Mark A. Altman             | Rob Davis, Terry Pallot            | Hearts and Minds             | 3        | Aug. 1994 | Into the Abyss                  |         |         |                    |                                                 |
| Mark A. Altman             | Rob Davis, Terry Pallot            | Hearts and Minds             | 4        | Sep. 1994 | Masters of War                  |         |         |                    |                                                 |
| Michael Jan Friedman       | Gordon Purcell, Terry Pallot       | –                            | 1        | Dez. 1994 | Prophets and Losses             | 5       | 1995    | Die Wurmloch-Falle | Kooperative Miniserie mit dem Verlag DC Comics. |
| Michael Jan Friedman       | Gordon Purcell, Terry Pallot       | –                            | 4        | Jan. 1995 | The Enemy Unseen                | 5       | 1995    | Die Wurmloch-Falle | Kooperative Miniserie mit dem Verlag DC Comics. |
| Mark A. Altman             | Rob Davis, Terry Pallot            | The Maquis: Soldier of Peace | 1        | Feb. 1995 | Vacation’s Over                 |         |         |                    |                                                 |
| Chris Dowes, Colin Clayton | Brian M. Bends, Bruce McCorkindale | The Maquis: Soldier of Peace | 1        | Feb. 1995 | Memoirs of an Invisible Ferengi |         |         |                    |                                                 |
| Mark A. Altman             | Rob Davis, Terry Pallot            | The Maquis: Soldier of Peace | 2        | März 1995 | Rats in a Maze                  |         |         |                    |                                                 |
| R. A. Jones                | Leonard Kirk, Jack Snider          | The Maquis: Soldier of Peace | 2        | März 1995 | A Tree Grows on Bajor           |         |         |                    |                                                 |
| Mark A. Altman             | Rob Davis, Terry Pallot            | The Maquis: Soldier of Peace | 3        | Apr. 1995 | Victims of Deceit               |         |         |                    |                                                 |

### Marvel Comics
Der Verlag Marvel Comics veröffentlichte zwischen 1980 und 1982 sowie 1996 und 1998 mehrere Star-Trek-Comicserien. Unter den Comics, die von 1996 bis 1998 erschienen, befinden sich auch sechs Teile der Crossover-Miniserie Telepathy War.

#### Marvel Comics Super Special(1979)
|              | Sprache                    | Englisch                    | Englisch                      | Englisch                    | Deutsch                                | Deutsch                                       | Deutsch                                |                                               |
|              | Verlag                     | Marvel                      | Marvel                        | Marvel                      | Condor                                 | Condor                                        | Condor                                 |                                               |
|              | Reihentitel                | Marvel Comics Super Special | Marvel Comics Super Special   | Marvel Comics Super Special | Raumschiff Enterprise-Comic-Sonderheft | Raumschiff Enterprise-Comic-Sonderheft        | Raumschiff Enterprise-Comic-Sonderheft |                                               |
| Autor        | Zeichner                   | Nr.                         | Titel                         | Veröff.                     | Nr.                                    | Titel                                         | Veröff.                                | Bemerkung                                     |
| ------------ | -------------------------- | --------------------------- | ----------------------------- | --------------------------- | -------------------------------------- | --------------------------------------------- | -------------------------------------- | --------------------------------------------- |
| Marv Wolfman | Dave Cockrum, Klaus Janson | 15                          | Star Trek: The Motion Picture | Dez. 1979                   | 2                                      | Star Trek – Eine Odyssee des 23. Jahrhunderts | 1979                                   | Nacherzählung des ersten Star-Trek-Kinofilms. |

#### Star Trek(Serie, 1980–1982)
Die ersten drei Hefte erzählen den ersten Star-Trek-Kinofilm nach und sind ein Nachdruck der 1979 erstveröffentlichten Ausgabe 15 der One-Shot-Reihe Marvel Comics Super Special.
|                             | Sprache                               | Englisch  | Englisch                           | Englisch  | Deutsch                               | Deutsch                            | Deutsch                    | Deutsch                    |           |
|                             | Verlag                                | Marvel    | Marvel                             | Marvel    | Condor                                | Condor                             | Condor                     | Condor                     |           |
|                             | Reihentitel                           | Star Trek | Star Trek                          | Star Trek | (siehe Spalte Publikation)            | (siehe Spalte Publikation)         | (siehe Spalte Publikation) | (siehe Spalte Publikation) |           |
| Autor                       | Zeichner                              | Nr.       | Enthaltene Geschichte              | Veröff.   | Enthaltene Geschichte                 | Publikation                        | Nr.                        | Veröff.                    | Bemerkung |
| --------------------------- | ------------------------------------- | --------- | ---------------------------------- | --------- | ------------------------------------- | ---------------------------------- | -------------------------- | -------------------------- | --------- |
| Marv Wolfman                | Dave Cockrum, Klaus Janson            | 1         | A 23rd Century Odyssey (1)         | Apr. 1980 |                                       |                                    |                            |                            |           |
| Marv Wolfman                | Dave Cockrum, Klaus Janson            | 2         | V’Ger (2)                          | Mai 1980  |                                       |                                    |                            |                            |           |
| Marv Wolfman                | Dave Cockrum, Klaus Janson            | 3         | Evolutions (3)                     | Juni 1980 |                                       |                                    |                            |                            |           |
| Marv Wolfman                | Dave Cockrum, Klaus Janson            | 4         | The Haunting of Thallus (1)        | Juli 1980 | Auf der Jagd nach Thallus             | Star Trek – R. E.-Comic-Sonderheft | 3                          | 1980                       |           |
| Mike W. Barr                | Dave Cockrum, Klaus Janson            | 5         | The Haunting of the Enterprise (2) | Aug. 1980 | Der Spuk, der niemals endet!          | Star Trek – R. E.-Comic-Sonderheft | 3                          | 1980                       |           |
| Mike W. Barr                | Dave Cockrum, Klaus Janson            | 6         | The Enterprise Murder Case         | Sep. 1980 | Mord an Bord der Enterprise           | Star Trek – R. E.-Comic-Sonderheft | 3                          | 1980                       |           |
| Tom DeFalco                 | Mike Nasser, Klaus Janson             | 7         | Tomorrow or Yesterday              | Okt. 1980 | Abenteuer zwischen Gestern und Morgen | R. E. Comic-Taschenbuch            | 4                          | 1980                       |           |
| Martin Pasko                | David Cockrum, Ricardo Villamonte     | 8         | The Expansionist Syndrome          | Nov. 1980 | Das Expansions-Syndrom                | R. E. Comic-Taschenbuch            | 4                          | 1980                       |           |
| Martin Pasko                | David Cockrum, Frank Springer         | 9         | Experiment in Vengeance            | Dez. 1980 | Gefährliche Experimente               | R. E. Comic-Taschenbuch            | 4                          | 1980                       |           |
| Michael Fleischer           | Leo Duranona, Klaus Janson            | 10        | Domain of the Dragon God           | Jan. 1981 | Im Reich der Drachengötter            | R. E. Comic-Taschenbuch            | 4                          | 1980                       |           |
| Martin Pasko                | Joe Brozowski, Tom Palmer             | 11        | Like a Woman Scorned               | Feb. 1981 | Hexenzauber über Andronicus           | R. E. Star Trek-Comic-Sonderheft   | 4                          | 1981                       |           |
| Alan Bremmert, Martin Pasko | Luke McDonnell, Tom Palmer            | 12        | Eclipse of Reason                  | März 1981 | Am Rand der Vernunft                  | R. E. Comic-Taschenbuch            | 4                          | 1980                       |           |
| Martin Pasko                | Joe Brozowski, Tom Palmer, D. Hands   | 13        | All the Infinite Ways              | Apr. 1981 | Das Geheimnis der Hephaestaner        | R. E. Star Trek-Comic-Sonderheft   | 4                          | 1981                       |           |
| Martin Pasko                | Luke McDonnell, Gene Day              | 14        | We Are Dying, Egypt, Dying!        | Juni 1981 | Hoffnung kommt vor dem Fall           | R. E. Star Trek-Comic-Sonderheft   | 5                          | 1981                       |           |
| Martin Pasko                | Gil Kane                              | 15        | The Quality of Mercy               | Aug. 1981 | Die Macht der Gnade                   | R. E. Star Trek-Comic-Sonderheft   | 5                          | 1981                       |           |
| Martin Pasko                | Luke McDonnell, Gene Day, Sal Trapani | 16        | There’s No Space Like Gnomes’      | Okt. 1981 |                                       |                                    |                            |                            |           |
| Mike W. Barr                | Ed Hannigan, Tom Palmer               | 17        | The Long Night’s Dawn              | Dez. 1981 | Ende einer langen Nacht               | R. E. Star Trek-Comic-Sonderheft   | 6                          | 1982                       |           |
| J. M. DeMatteis             | Joe Brozowski, Sal Trapani            | 18        | A Thousand Deaths                  | Feb. 1982 | Tausendfacher Tod                     | R. E. Star Trek-Comic-Sonderheft   | 6                          | 1982                       |           |

#### Star Trek Unlimited(Serie, 1996–1998)
| Nr. | Veröff.   | Autor                           | Zeichner                                          | Enthaltene Geschichte   | Miniserie     | NiM | Hauptreihe |
| --- | --------- | ------------------------------- | ------------------------------------------------- | ----------------------- | ------------- | --- | ---------- |
| 1   | Nov. 1996 | Dan Abnett, Ian Edginton        | Patrick Zircher, Greg Adams                       | Directives              |               |     | TNG        |
| 1   | Nov. 1996 | Abnett Edginton                 | Mark Buckingham, Kev F. Sutherland                | Dying of the Light      |               |     | TOS        |
| 2   | Jan. 1997 | Abnett Edginton                 | Mark Buckingham, Kev F. Sutherland                | Action of the Tiger     |               |     | TOS        |
| 2   | Jan. 1997 | Dan Abnett, Ian Edginton        | Ron Randall, Al Williamson                        | The Unkindest Cut       |               |     | TNG        |
| 3   | Apr. 1997 | Abnett Edginton                 | Mark Buckingham, Kev F. Sutherland                | Message in a Bottle     |               |     | TOS        |
| 3   | Apr. 1997 | Dan Abnett, Ian Edginton        | Ron Randall, Al Williamson                        | Sins of the Fathers     |               |     | TNG        |
| 4   | Mai 1997  | Abnett Edginton                 | Mark Buckingham, Kev F. Sutherland                | None But the Brave      |               |     | TOS        |
| 4   | Mai 1997  | Dan Abnett, Ian Edginton        | Ron Randall, Al Williamson                        | Inheritance             |               |     | TNG        |
| 5   | Sep. 1997 | Dan Abnett, Ian Edginton        | Ron Randall, Al Williamson                        | Secret Lives            |               |     | TNG        |
| 5   | Sep. 1997 | Dan Abnett, Ian Edginton        | Tom Morgan, Kev F. Sutherland                     | As Flies to Wanton Boys |               |     | TOS        |
| 6   | Nov. 1997 | Dan Abnett, Ian Edginton        | Ron Randall, Art Nichols                          | Heart of Darkness       | Telepathy War | 4   | TNG, DS9   |
| 7   | Jan. 1998 | Dan Abnett, Ian Edginton        | Ron Randall, Tom Morgan, Art Nichols, Scott Hanna | An Infinite Jest        |               |     | TOS, TNG   |
| 8   | März 1998 | Dan Abnett, Ian Edginton        | Steve Pugh, Kevin Tinsley                         | The Boy                 |               |     | TNG        |
| 8   | März 1998 | Dan Abnett, Ian Edginton        | Ron Randall, Randy Elliot                         | The Warrior             |               |     | DS9        |
| 8   | März 1998 | Dan Abnett, Ian Edginton        | Tom Morgan, Scott Hanna                           | The Veteran             |               |     | TNG        |
| 9   | Mai 1998  | Dan Abnett, Ian Edginton        | Greg Scott, Joe Rubinstein                        | Trekkers                |               |     | TOS        |
| 10  | Juli 1998 | Michael A. Martin, Andy Mangels | Ron Randall, Art Nichols                          | A Piece of Re-Action    |               |     | TNG        |

#### Star Trek: Deep Space Nine(Serie, 1996–1998)
| Nr. | Veröff.                    | Autor                           | Zeichner                     | Enthaltene Geschichte                     | Miniserie     | NiM |
| --- | -------------------------- | ------------------------------- | ---------------------------- | ----------------------------------------- | ------------- | --- |
| 1–2 | Nov. 1996 – Dezember 1996  | Howard Weinstein                | Tom Grindberg, Al Milgrom    | Judgment Day                              |               |     |
| 3–4 | Jan. 1997 – Februar 1997   | Mariano Nicieza                 | Tom Grindberg, Al Milgrom    | The Cancer Within                         |               |     |
| 5   | März 1997                  | Mariano Nicieza                 | Tom Grindberg, Al Milgrom    | The Shadow Group                          |               |     |
| 6–7 | Apr. 1997 – Mai 1997       | Howard Weinstein                | Tom Grindberg, Al Milgrom    | Risk                                      |               |     |
| 8–9 | Aug. 1997 – September 1997 | Mariano Nicieza                 | Tom Grindberg, Bob Almond    | Public Enemies, Private Lives             |               |     |
| 10  | Okt. 1997                  | Michael A. Martin, Andy Mangels | Terry Pallot, Al Milgrom     | Luwaxana Troi and the Wedding of Doom (1) |               |     |
| 11  | Nov. 1997                  | Michael A. Martin, Andy Mangels | Terry Pallot, Al Milgrom     | Four Funerals and a Wedding (2)           |               |     |
| 12  | Dez. 1997                  | Michael A. Martin, Andy Mangels | Tom Grindberg, Bob Almond    | Command Decisions                         | Telepathy War | 2   |
| 13  | Jan. 1998                  | Michael A. Martin, Andy Mangels | Tom Morgan, Keith Williams   | Day of Honor                              | Telepathy War | 3   |
| 14  | Feb. 1998                  | Michael A. Martin, Andy Mangels | Terry Pallot, Al Milgrom     | Nobody Knows the Tribbles I’ve Seen       |               |     |
| 15  | März 1998                  | Michael A. Martin, Andy Mangels | Greg Scott, Josef Rubinstein | Requiem in Obsidian                       |               |     |

#### Star Trek: Voyager(Serie, 1996–1998)
| Nr.   | Veröff.                   | Autor                            | Zeichner                    | Enthaltene Geschichte   | Miniserie     | NiM |
| ----- | ------------------------- | -------------------------------- | --------------------------- | ----------------------- | ------------- | --- |
| 1     | Nov. 1996                 | Laurie S. Sutton                 | Jesus Redondo               | The Storm (1)           |               |     |
| 2     | Dez. 1996                 | Laurie S. Sutton                 | Jesus Redondo               | Under Ion Skies (2)     |               |     |
| 3     | Jan. 1997                 | Laurie S. Sutton                 | Jesus Redondo, Sergio Melia | Repercussions (3)       |               |     |
| 4–5   | Feb. 1997 – März 1997     | Howard Weinstein                 | Jesus Redondo, Sergio Melia | Homeostasis             |               |     |
| 6–8   | Apr. 1997 – Juni 1997     | Ben Raab                         | Jesus Redondo, Sergio Melia | Relicquest              |               |     |
| 9     | Sep. 1997                 | Dan Abnett, Ian Edginton         | Terry Pallot, Al Milgrom    | Dead Zone               |               |     |
| 10    | Okt. 1997                 | Laurie S. Sutton                 | Jesus Redondo, Sergio Melia | Ghosts                  |               |     |
| 11–12 | Nov. 1997 – Dezember 1997 | Laurie S. Sutton                 | Jesus Redondo, Sergio Melia | Leviathan               |               |     |
| 13    | Jan. 1998                 | Laurie S. Sutton                 | Terry Pallot, Al Milgrom    | Cloud Walkers           | Telepathy War | 5   |
| 14–15 | Feb. 1998 – März 1998     | Laurie S. Sutton, Gwen L. Sutton | Terry Pallot, Al Milgrom    | Survival of the Fittest |               |     |

#### Star Trek: Starfleet Academy(Serie, 1996–1998)
Autor aller Ausgaben dieser Serie ist Chris Cooper.
| Nr. | Veröff.   | Zeichner                   | Enthaltene Geschichte              | Miniserie         | NiM | Bemerkung                                   |
| --- | --------- | -------------------------- | ---------------------------------- | ----------------- | --- | ------------------------------------------- |
| 1   | Dez. 1996 | Chris Renaud, Andy Lanning | Prime Directives                   |                   |     |                                             |
| 2   | Jan. 1997 | Chris Renaud, Andy Lanning | Liberty                            |                   |     |                                             |
| 3   | Feb. 1997 | John Royle, Tom Wegrzyn    | Loyalty Test                       |                   |     |                                             |
| 4   | März 1997 | Chris Renaud, Andy Lanning | War and Peace (1)                  |                   |     |                                             |
| 5   | Apr. 1997 | Chris Renaud, Andy Lanning | Love and Death (2)                 |                   |     |                                             |
| 6   | Mai 1997  | Chris Renaud, Andy Lanning | Passages (1)                       |                   |     |                                             |
| 7   | Juni 1997 | Chris Renaud, Andy Lanning | Hide & Seek (2)                    |                   |     |                                             |
| 8   | Juli 1997 | John Royle, Andy Lanning   | X²                                 |                   |     |                                             |
| 9   | Aug. 1997 | Chris Renaud, Andy Lanning | Return to the Forbidden Planet (1) |                   |     |                                             |
| 10  | Sep. 1997 | Chris Renaud, Andy Lanning | A Prelude to War (2)               |                   |     |                                             |
| 11  | Okt. 1997 | John Royle, Tom Wegrzyn    | Judgment                           |                   |     |                                             |
| 12  | Nov. 1997 | Chris Renaud, Andy Lanning | Renegades                          | Telepathy War     | 1   |                                             |
| 13  | Dez. 1997 | John Royle, Tom Wegrzyn    | Parent’s Day                       |                   |     |                                             |
| 14  | Jan. 1998 | Chris Renaud, Andy Lanning | Betrayal                           | T’Priell Revealed | 1   |                                             |
| 15  | Feb. 1998 | Chris Renaud, Andy Lanning | Origins                            | T’Priell Revealed | 2   |                                             |
| 16  | März 1998 | Chris Renaud, Andy Lanning | The Fall                           | T’Priell Revealed | 3   |                                             |
| 17  | Apr. 1998 | John Royle, Tom Wegrzyn    | Culture Clash                      |                   |     |                                             |
| 18  | Mai 1998  | Chris Renaud, Andy Lanning | Cadet Challenge                    |                   |     | Alternativ auch auf Klingonisch erschienen. |
| 19  | Juni 1998 | Chris Renaud, Andy Lanning | Between Love and Hate              |                   |     |                                             |

#### Star Trek: Early Voyages(Serie, 1997–1998)
Autoren aller Ausgaben dieser Serie sind Dan Abnett und Ian Edginton.
| Zeichner                       | Veröff.                   | Nr.   | Titel                  | Bemerkung |
| ------------------------------ | ------------------------- | ----- | ---------------------- | --------- |
| Patrick Zircher, Greg Adams    | Feb. 1997                 | 1     | Flesh of My Flesh      |           |
| Patrick Zircher, Greg Adams    | März 1997                 | 2     | The Fires of Pharos    |           |
| Patrick Zircher, Greg Adams    | Apr. 1997                 | 3     | Our Dearest Blood      |           |
| Patrick Zircher, Greg Adams    | Mai 1997                  | 4     | Nor Iron Bars a Cage   |           |
| Patrick Zircher, Greg Adams    | Juni 1997 – Juli 1997     | 5–6   | Cloak & Dagger         |           |
| Patrick Zircher, Greg Adams    | Aug. 1997                 | 7     | The Flat, Gold Forever |           |
| Patrick Zircher, Greg Adams    | Sep. 1997                 | 8     | Immortal Wounds        |           |
| Michael Collins, Greg Adams    | Okt. 1997                 | 9     | One of a Kind          |           |
| Michael Collins, Greg Adams    | Nov. 1997 – Dezember 1997 | 10–11 | The Fallen             |           |
| Michael Collins, Greg Adams    | Jan. 1998                 | 12    | Futures (1)            |           |
| Patrick Zircher, Steve Moncuse | Feb. 1998                 | 13    | Future Tense (2)       |           |
| Patrick Zircher, Steve Moncuse | März 1998                 | 14    | Futures (3)            |           |
| Patrick Zircher, Steve Moncuse | Apr. 1998                 | 15    | Now and Then (4)       |           |
| Javier Pulido, Steve Moncuse   | Mai 1998                  | 16    | Thanatos               |           |
| Javier Pulido, Steve Moncuse   | Mai 1998                  | 17    | Nemesis                |           |

#### Andere Marvel-Comics
| Autor                    | Zeichner                        | Hauptreihe        | Veröff.               | Titel                                                                           | Miniserie      | NiM | Bemerkung           |
| ------------------------ | ------------------------------- | ----------------- | --------------------- | ------------------------------------------------------------------------------- | -------------- | --- | ------------------- |
| Glenn Greenberg          | Michael Collins, Keith Williams | TOS               | März 1998 – Juli 1998 | 1. Renewal 2. Worlds Collide 3. Past Imperfect 4. Silent Cries 5. Odyssey’s End | Untold Voyages | 1–5 |                     |
| John Vornholt            | Rod Whigham, Terry Pallot       | TNG               | Nov. 1996             | Star Trek: First Contact                                                        |                |     |                     |
| Scott Lobdell            | Marc Silvestri                  | TOS               | Dez. 1996             | Star TreX                                                                       |                |     | Crossover mit X-Men |
| Tom DeFalco              | Mark Bagley, Larry Mahlstedt    | TOS               | Feb. 1997             | Mirror Mirror / Fragile Glass                                                   |                |     |                     |
| Paul Jenkins             | Steve Erwin, Terry Pallot       | TOS               | Apr. 1997             | Operation Assimilation                                                          |                |     |                     |
| Chris Cooper             | Patrick Zircher, Steve Moncuse  | TNG, TOS, DS9, SA | Nov. 1997             | Reality’s End                                                                   | Telepathy War  | 6   |                     |
| Dan Abnett, Ian Edginton | Cary Nord, Scott Koblish        | TNG               | Mai 1998              | Second Contact                                                                  |                |     | Crossover mit X-Men |
| Dan Abnett, Ian Edginton | Andrew Currie, Art Nichols      | TNG               | Juli 1998             | Riker – The Enemy of My Enemy                                                   |                |     |                     |
| Laurie S. Sutton         | Terry Pallot, Al Milgrom        | VOY               | Apr. 1998 – Juli 1998 |                                                                                 | Splashdown     | 1–4 |                     |

### WildStorm Comics
|                                           | Sprache                                               | Englisch     | Englisch                              | Englisch                        | Englisch         | Deutsch            | Deutsch            | Deutsch               | |
|                                           | Verlag                                                | WildStorm    | WildStorm                             | WildStorm                       | WildStorm        | Dino Entertainment | Dino Entertainment | Dino Entertainment    | |
|                                           | Reihentitel                                           | Star Trek    | Star Trek                             | Star Trek                       | Star Trek        | Star Trek          | Star Trek          | Star Trek             | |
| Autor                                     | Zeichner                                              | Hauptreihe   | Anz.                                  | Veröff.                         | Titel            | Veröff.            | Nr. V              | Titel                 | Bemerkung |
| ----------------------------------------- | ----------------------------------------------------- | ------------ | ------------------------------------- | ------------------------------- | ---------------- | ------------------ | ------------------ | --------------------- | --- |
| Nathan Archer                             | Jeffrey Moy, Philip Moy, W.C. Carani                  | VOY          | 1                                     | Jan. 2000                       | False Colors     | 2000               | 1                  | Unter falscher Flagge | |
| Tony Isabella, Bob Ingersoll              | Aaron Lopresti, Randy Emberlin                        | TOS          | 1                                     | Apr. 2000                       | All of Me        | 2000               | 2                  | Verwirrspiele         | |
| Christopher Golden, Tom Sniegoski         | Dave Hoover                                           | TNG          | 1                                     | Juni 2000                       | Embrace the Wolf | 2000               | 4                  | Im Bann des Wolfs     | |
| Dan Abnett, Andy Lanning                  | Jeffrey Moy, W.C. Carani                              | VOY          | 1                                     | Juli 2000                       | Elite Force      | 2000               | 3                  | Elite Force           | Basiert auf dem Computerspiel Star Trek: Voyager – Elite Force |
| Janine Ellen Young, Doselle Young         | David Roach                                           | VOY          | 1                                     | Juli 2000                       | Avalon Rising    | 2000               | 5                  | Ein Hauch von Avalon  | |
| Peter David                               | Michael Collins, David Roach                          | NF           | 1                                     | Nov. 2000                       | Double Time      | 2000               | 6                  | Spiel auf Zeit        | |
| A. C. Crispin, Howard Weinstein           | Carlos Mota, Keith Aiken, John Nyberg, Derek Friddles | TOS          | 1                                     | 2001                            | Enter the Wolves | 2001               | 7                  | Wolfsspuren           | |
| versch.                                   | versch.                                               | versch.      | 1                                     | Feb. 2001                       | Special          | 2001               | 8                  | Missionen             | Enthält sechs Geschichten: \| Autor \| Zeichner \| Haupt- reihe \| Engl. Titel \| Dt. Titel \| \| ------------------------------- \| ----------------------------- \| ------------ \| ------------------------------------- \| ------------------------------- \| \| Ian Edginton \| Carlos Mota, Keith Aiken \| TOS \| Bloodline \| Blutlinie \| \| Andy Mangels, Michael A. Martin \| Paul Neary, David Roach \| TNG \| A Rolling Stone Gathers No Nanoprobes \| Ein Fels in der Brandung \| \| Ben Raab \| Lohn Lucas \| DS9 \| When the Stars Come A-Calling \| Wen die Sterne rufen \| \| Stuart Moore \| Gordon Purcell, John Stanisci \| VOY \| Exercises in Futility \| Vergebliche Manöver \| \| Christopher Hinz \| Tommy Lee Edwards \| TNG \| The Legacy of Eleanor Dain \| Das Vermächtnis der Elenor Dain \| \| Jeffrey Lang \| Steve Lieber \| TOS \| The Wake \| Alte Freunde \| |
| Kristine Kathryn Rusch, Dean Wesley Smith | Robert Teranishi, Claude St. Aubin                    | VOY          | 3                                     | März 2001 – Mai 2001            | Planet Killer    | 2001               | 9                  | Planeten-Killer       | |
| Autor                                     | Zeichner                                              | Haupt- reihe | Engl. Titel                           | Dt. Titel                       |                  |                    |                    |                       | |
| Ian Edginton                              | Carlos Mota, Keith Aiken                              | TOS          | Bloodline                             | Blutlinie                       |                  |                    |                    |                       | |
| Andy Mangels, Michael A. Martin           | Paul Neary, David Roach                               | TNG          | A Rolling Stone Gathers No Nanoprobes | Ein Fels in der Brandung        |                  |                    |                    |                       | |
| Ben Raab                                  | Lohn Lucas                                            | DS9          | When the Stars Come A-Calling         | Wen die Sterne rufen            |                  |                    |                    |                       | |
| Stuart Moore                              | Gordon Purcell, John Stanisci                         | VOY          | Exercises in Futility                 | Vergebliche Manöver             |                  |                    |                    |                       | |
| Christopher Hinz                          | Tommy Lee Edwards                                     | TNG          | The Legacy of Eleanor Dain            | Das Vermächtnis der Elenor Dain |                  |                    |                    |                       | |
| Jeffrey Lang                              | Steve Lieber                                          | TOS          | The Wake                              | Alte Freunde                    |                  |                    |                    |                       | |

|                                   | Sprache                                                                   | Englisch   | Englisch  | Englisch                 | Englisch            | Deutsch              | Deutsch              | Deutsch                 |           |
|                                   | Verlag                                                                    | WildStorm  | WildStorm | WildStorm                | WildStorm           | Dino Entertainment   | Dino Entertainment   | Dino Entertainment      |           |
|                                   | Reihentitel                                                               | Star Trek  | Star Trek | Star Trek                | Star Trek           | Star Trek Sonderband | Star Trek Sonderband | Star Trek Sonderband    |           |
| Autor                             | Zeichner                                                                  | Hauptreihe | Anz.      | Veröff.                  | Titel               | Veröff.              | Nr. V                | Titel                   | Bemerkung |
| --------------------------------- | ------------------------------------------------------------------------- | ---------- | --------- | ------------------------ | ------------------- | -------------------- | -------------------- | ----------------------- | --------- |
| Keith R. A. DeCandido             | Peter Pachoumis, Lucian Rizzo, Scott Benefiel, Jason Martin               | TNG        | 4         | Feb. 2000 – Mai 2000     | Perchance to Dream  | 2000                 | 1                    | Vielleicht auch träumen |           |
| Scott Ciencin                     | Andrew Currie, Bryan Hitch, Chris Chuckry                                 | TNG        | 4         | Nov. 2000 – Februar 2001 | The Killing Shadows | 2001                 | 2                    | Mörderische Schatten    |           |
| Kevin J. Anderson, Rebecca Moesta | Igor Kordey                                                               | TNG        | 1         | Jan. 2001                | The Gorn Crisis     | 2001                 | 3                    | Die Gorn Krise          | GN        |
| John J. Ordover, David Mack       | Andrew Currie, Michael Collins, Richard Bennett, David Roach, John Nyberg | TNG, DS9   | 4         | Juli 2001 – Oktober 2001 | Divided We Fall     | 2002                 | 4                    | Symbiose                |           |
| David Brin                        | Scott Hampton                                                             | TNG        | 1         | Okt. 2001                | Forgiveness         | 2002                 | 5                    | Vergebung               | GN        |
| K.W. Jeter                        | Toby Cypress, Jason Martin, Mark Irwin                                    | DS9        | 4         | Aug. 2000 – Oktober 2000 | N-Vector            | 2002                 | 6                    | N-Vector                |           |

### Tokyopop
Im US-Verlag Tokyopop erschien von 2006 bis 2009 jährlich eine Anthologie mit je vier bis fünf Mangas.
| Autor         | Zeichner                 | Titel              |
| ------------- | ------------------------ | ------------------ |
| Chris Dows    | Makato Nakatsuka         | Side Effects       |
| Joshua Ortega | Gregory Giovanni Johnson | Anything But Alone |
| Mike W. Barr  | Jeong Mo Yang            | ’Til Death         |
| Jim Alexander | Michael J. Shelfer       | Oban               |
| Rob Tokar     | EJ Su                    | Orphans            |

| Autor            | Zeichner            | Titel                    |
| ---------------- | ------------------- | ------------------------ |
| Wil Wheaton      | EJ Su, Chow Hon Lam | Cura Te Ipsum            |
| Mike Wellman     | Nan Kim             | The Trial                |
| Christine Boylan | Bettina Kurkoski    | Communications Breakdown |
| Diane Duane      | Don Hudson          | Scaean Gate              |
| Paul Benjamin    | Steven Cummings     | Forging Alliances        |

| Autor            | Zeichner     | Titel              |
| ---------------- | ------------ | ------------------ |
| Wil Wheaton      | EJ Su        | Art of War         |
| David Gerrold    | Don Hudson   | Bandi              |
| Luis Reyes       | Nate Wilson  | The Humanitarian   |
| Nathanial Bowden | Heidi Arnold | Inalienable Rights |

| Autor            | Zeichner         | Titel              |
| ---------------- | ---------------- | ------------------ |
| David Gerrold    | EJ Su            | The Changeling     |
| Diane Duane      | Chrissy Delk     | Sensation          |
| Christine Boylan | Don Hudson       | The Picardian Knot |
| F.J. DeSanto     | Bettina Kurkoski | Loyalty            |

### IDW Publishing

#### Star Trek: Alien Spotlight(2007–2009)
| Autor                        | Zeichner                     | Hauptreihe | Nr. | Titel                   | Veröff.   |
| ---------------------------- | ---------------------------- | ---------- | --- | ----------------------- | --------- |
| Scott Tipton, David Tipton   | David Messina, Sara Pichelli | TOS        | 1   | The Gorn                | Okt. 2007 |
| Rick Remender, James Patrick | Josep Maria Beroy            | TOS        | 2   | The Vulcans             | Nov. 2007 |
| Paul D. Storrie              | Leonard O’Grady              | TNG        | 3   | Andorians: The Old Ways | Nov. 2007 |
| Scott Tipton, David Tipton   | Elena Casagrande             | TOS        | 4   | Orions                  | Dez. 2007 |
| Andrew Steven Harris         | Sean Murphy                  | TNG        | 5   | Borg                    | Jan. 2008 |
| John Byrne                   | Leonard O’Grady              | TOS        | 6   | Romulans                | Feb. 2008 |
| Stuart Moore                 | Mike Hawthorne               | TOS        | 7   | Tribbles                | März 2009 |
| Keith R. A. DeCandido        | J.K. Woodward                | TOS        | 8   | Klingons                | Apr. 2009 |
| Ian Edginton                 | Wagner Reis                  | TOS        | 9   | Romulans                | Mai 2009  |
| Scott Tipton, David Tipton   | Elena Casagrande             | TNG        | 10  | Q                       | Aug. 2009 |
| Arne Andy Schmidt            | Agustin Padilla              | DS9        | 11  | Cardassians             | Dez. 2009 |

#### Star Trek: Captain’s Log(Miniserie, 2010)
| Autor                      | Zeichner          | Hauptreihe | Nr. | Titel    | Veröff.   |
| -------------------------- | ----------------- | ---------- | --- | -------- | --------- |
| Scott Tipton, David Tipton | Federica Manfredi | TOS        | 1   | Sulu     | Jan. 2010 |
| Marc Guggenheim            | Andrew Currie     | TOS        | 1   | Harriman | Mai 2010  |
| Stuart Moore               | J.K. Woodward     | TOS        | 1   | Pike     | Sep. 2010 |
| Keith R. A. DeCandido      | J.K. Woodward     | TOS, TNG   | 1   | Jellico  | Okt. 2010 |

#### Star Trek: New Visions(Fotoroman-Serie, 2014–2018)
Diese Zeitschrift enthält Fotoromane mit Fotos aus Raumschiff Enterprise. Autor und Fotomonteur aller Ausgaben ist John Byrne.
| Veröff.   | Titel                    | Nr.     | Bemerkung |
| --------- | ------------------------ | ------- | --------- |
| Mai 2014  | The Mirror, Cracked      | 1       |           |
| Aug. 2014 | Time’s Echo              | 2       |           |
| Okt. 2014 | Cry Vengeance            | 3       |           |
| Dez. 2014 | Made Out of Mudd         | 4       |           |
| März 2015 | A Scent of Ghosts        | 5       |           |
| Mai 2015  | Resistance               | 6       |           |
| Juli 2015 | 1971/4860.2              | 7       |           |
| Sep. 2015 | The Survival Equation    | 8       |           |
| Nov. 2015 | The Hollow Man           |         |           |
| Jan. 2016 | Mister Chekov            |         |           |
| Mai 2016  | Of Woman Born            |         |           |
| Juli 2016 | The Cage                 | Special |           |
| Sep. 2016 | Swarm                    | Special |           |
| Dez. 2016 | The Hidden Face          | Special |           |
| Feb. 2017 | Sam                      |         |           |
| Apr. 2017 | The Traveler             |         |           |
| Juni 2017 | Time Out of Joint        |         |           |
| Aug. 2017 | All the Ages Frozen      |         |           |
| Okt. 2017 | What Pain It is to Drown |         |           |
| Dez. 2017 | The Hunger               |         |           |
| Feb. 2018 | Isolation                |         |           |
| Apr. 2018 | The Enemy of My Enemy    |         |           |
| Juni 2018 | An Unexpected Yesterday  |         |           |

#### Star Trek: Waypoint(Miniserie, 2016–2017)
Die Hefte dieser Miniserie erscheinen 2-monatlich mit zwei Geschichten je Heft.
| Autor                      | Zeichner            | Nr. | Hauptreihe | Titel der Geschichte           | Veröff.   | Bemerkung |
| -------------------------- | ------------------- | --- | ---------- | ------------------------------ | --------- | --------- |
| Donny Cates                | Mack Chater         | 1   | TNG        | Puzzles                        | Sep. 2016 |           |
| Sandra Lanz                | Sandra Lanz         | 1   | TOS        | Daylily                        | Sep. 2016 |           |
| Dayton Ward, Kevin Dilmore | Gordon Purcell      | 2   | TOS        | The Menace of the Mechanitrons | Nov. 2016 |           |
| Sam Maggs                  | Rachael Stott       | 2   | TOS        | Legacy                         | Nov. 2016 |           |
| Cecil Castellucci          | Megan Levens        | 3   | DS9        | Mother’s Walk                  | Jan. 2017 |           |
| Mairghread Scott           | Corin Howell        | 3   | VOY        | The Wildman Maneuver           | Jan. 2017 |           |
| Vivek J. Tiwary            | Hugo Petrus         | 4   | ENT        | The Fragile Beauty of Loyalty  | März 2017 |           |
| Scott Bryan Wilson         | Caspar Wijngaard    | 4   | TNG        | Mirror, Mirror, Mirror, Mirror | März 2017 |           |
| Simon Roy                  | Simon Roy           | 5   | TOS        | Come Away, Child               | Mai 2017  |           |
| Cavan Scott                | Josh Hood           | 5   | DS9        | Frontier Medicine              | Mai 2017  |           |
| Corinna Bechko             | Christopher Herndon | 6   | TOS        | The Rebound Effect             | Aug. 2017 |           |
| Gabriel Hardman            | Gabriel Hardmann    | 6   | Phase II   | The Fear                       | Aug. 2017 |           |

#### Miniserien als Crossover mit anderen fiktiven Universen
|                                      |                                                      |              | Sprache                | Englisch       | Englisch              | Englisch                  | Englisch       | Deutsch               | Deutsch               | Deutsch               |
|                                      |                                                      |              | Verlag                 | IDW Publishing | IDW Publishing        | IDW Publishing            | IDW Publishing | (siehe Spalte Verlag) | (siehe Spalte Verlag) | (siehe Spalte Verlag) |
| Autor                                | Zeichner                                             | Haupt- reihe | Anderes Universum      | Anz.           | Miniserie             | Veröff.                   | Co-Verlag USA  | Titel                 | Veröff.               | Verlag                |
| ------------------------------------ | ---------------------------------------------------- | ------------ | ---------------------- | -------------- | --------------------- | ------------------------- | -------------- | --------------------- | --------------------- | --------------------- |
| Scott Tipton, David Tipton           | Gark Erskine, Casey Maloney                          | TOS          | Zombies vs. Robots     | 2              | Infestation           | Feb. 2011 – Februar 2011  | ---            | ---                   |                       |                       |
| Chris Roberson                       | Jeffrey Moy, Philip Moy                              | TOS          | Legion of Super-Heroes | 6              | ---                   | Okt. 2011 – März 2012     | DC Comics      | ---                   | Apr. 2013             | Panini                |
| Scott Tipton, David Tipton, Tony Lee | J. K. Woodward, Joe Sharp, Rob Sharp, Gordon Purcell | TNG          | Doctor Who             | 8              | Assimilation²         | Mai 2012 – Dezember 2012  | ---            | ---                   |                       |                       |
| Scott Tipton, David Tipton           | Rachael Stott                                        | TOS          | Planet der Affen       | 5              | The Primate Directive | Dez. 2014 – April 2015    | Boom! Studios  | ---                   | Sep. 2015             | Cross Cult            |
| Mike Johnson                         | Angel Hernandez                                      | TOS          | Green Lantern          | 6              | The Spectrum War      | Juli 2015 – Dezember 2015 | DC Comics      | Der Spektren-Krieg    | Nov. 2017             | Panini                |
| Mike Johnson                         | Angel Hernandez                                      | TOS          | Green Lantern          | 6              | Stranger Worlds       | Dez. 2016 – Mai 2017      | DC Comics      | Fremde Welten         | Mai 2018              | Panini                |
| John Barber, Mike Johnson            | Philip Murphy, Leonardo Ito                          | TOS          | Transformers           | 5              | ---                   | Sep. 2018 – Januar 2019   | ---            |                       |                       |                       |

#### Andere Miniserien, One-Shots und Annuals
|                               |                                                                                               | Sprache            | Englisch       | Englisch                                                                 | Englisch                   | Deutsch                           | Deutsch                           | Deutsch                           | Deutsch                                                               | Deutsch                           | |
|                               |                                                                                               | Verlag             | IDW Publishing | IDW Publishing                                                           | IDW Publishing             | (CC = Cross Cult, Ea = Eaglemoss) | (CC = Cross Cult, Ea = Eaglemoss) | (CC = Cross Cult, Ea = Eaglemoss) | (CC = Cross Cult, Ea = Eaglemoss)                                     | (CC = Cross Cult, Ea = Eaglemoss) | |
| Autor                         | Zeichner                                                                                      | Haupt- reihe       | Anz.           | Titel                                                                    | Veröff.                    | V                                 | Reihe                             | Nr.                               | Titel                                                                 | Veröff.                           | Bemerkung |
| ----------------------------- | --------------------------------------------------------------------------------------------- | ------------------ | -------------- | ------------------------------------------------------------------------ | -------------------------- | --------------------------------- | --------------------------------- | --------------------------------- | --------------------------------------------------------------------- | --------------------------------- | --- |
| David Tischman                | Casey Maloney                                                                                 | TNG                | 6              | The Space Between                                                        | Jan. 2007 – Juni 2007      |                                   |                                   |                                   |                                                                       |                                   | |
| Scott Tipton, David Tipton    | David Messina, Elena Casagrande                                                               | TOS                | 5              | Klingons: Blood Will Tell                                                | Apr. 2007 – September 2007 |                                   |                                   |                                   |                                                                       |                                   | |
| David Tischman                | Leonard O’Grady                                                                               | TOS                | 1              | Focus On… Star Trek                                                      | Juli 2007                  |                                   |                                   |                                   |                                                                       |                                   | |
| David Tischman                | Steve Conley, Gordon Purcell, Joe Sharp, Rob Sharp                                            | TOS                | 6              | Year Four                                                                | Juli 2007 – Januar 2008    |                                   |                                   |                                   |                                                                       |                                   | |
| Scott Tipton, David Tipton    | David Messina, Gianluigi Gregorini                                                            | TNG                | 5              | Intelligence Gathering                                                   | Jan. 2008 – Mai 2008       | CC                                | Star Trek Comicband               | 2                                 | Tor zur Apokalypse                                                    | Dez. 2009                         | |
| Peter David                   | Stephen Thompson                                                                              | NF                 | 5              | Turnaround                                                               | März 2008 – Juli 2008      |                                   |                                   |                                   |                                                                       |                                   | |
| D.C. Fontana, Derek Chester   | Gordon Purcell, Terry Pallot, Drew Geraci, Jose Marzan Jr., Tom Nguyen, Bob Almond, Bob Smith | TOS                | 5              | Year Four: The Enterprise Experiment                                     | Apr. 2008 – August 2008    |                                   |                                   |                                   |                                                                       |                                   | |
| John Byrne                    | John Byrne                                                                                    | TOS                | 5              | Assignment: Earth                                                        | Mai 2008 – September 2008  |                                   |                                   |                                   |                                                                       |                                   | |
| Scott Tipton, David Tipton    | David Messina, Sara Pichelli                                                                  | TOS                | 5              | Mirror Images                                                            | Juli 2008 – November 2008  | CC                                | Star Trek Comicband               | 1                                 | Spiegelbilder                                                         | Sep. 2009                         | |
| John Byrne                    | John Byrne                                                                                    | TOS                | 2              | Romulans: The Hollow Crown                                               | Sep. 2008 – Oktober 2008   |                                   |                                   |                                   |                                                                       |                                   | |
| Andrew Steven Harris          | Gordon Purcell, Bob Almond                                                                    | TNG                | 5              | The Last Generation                                                      | Nov. 2008 – März 2009      |                                   |                                   |                                   |                                                                       |                                   | Gehört zur Reihe Myriad Universes, in der der Verlag Pocket Books auch drei Anthologien mit Kurzromanen veröffentlicht hat.        |
| Mike Johnson, Tim Jones       | David Messina, Roberto Orci, Alex Kurtzman                                                    | KEL, TNG           | 4              | Countdown                                                                | Jan. 2009 – April 2009     | CC                                |                                   |                                   | Countdown                                                             | Apr. 2009                         | |
| John Byrne                    | John Byrne                                                                                    | TOS                | 5              | Crew                                                                     | März 2009 – Juli 2009      |                                   |                                   |                                   |                                                                       |                                   | |
| Ty Templeton                  | Steve Molnar                                                                                  | TOS                | 5              | Mission’s End                                                            | März 2009 – Juli 2009      |                                   |                                   |                                   |                                                                       |                                   | |
| Andy Schmidt                  | Chee Yang Ong                                                                                 | TOS                | 3              | The Wrath of Khan                                                        | Juni 2009 – Juli 2009      |                                   |                                   |                                   |                                                                       |                                   | Adaption des zweiten Kinofilms |
| Scott Tipton, David Tipton    | David Messina, Federica Manfredi, Arianna Florean, Elena Casagrande                           | TOS                | 4              | Spock: Reflections                                                       | Juli 2009 – Oktober 2009   | CC                                | Star Trek Comicband               | 3                                 | Spock                                                                 | März 2010                         | |
| Mike Johnson, Tim Jones       | David Messina, Roberto Orci, Alex Kurtzman                                                    | KEL                | 4              | Nero                                                                     | Aug. 2009 – November 2009  | CC                                | Star Trek Comicband               | 4                                 | Nero                                                                  | Mai 2010                          | |
| John Byrne                    | John Byrne                                                                                    | TOS                | 3              | Romulans: Schism                                                         | Sep. 2009 – November 2009  |                                   |                                   |                                   |                                                                       |                                   | |
| Zander Cannon                 | Javier Aranda, German Torres-Ruiz, Marc Rueda                                                 | TNG                | 5              | Ghosts                                                                   | Nov. 2009 – März 2010      |                                   |                                   |                                   |                                                                       |                                   | |
| Scott Tipton, David Tipton    | Fabio Mantovani                                                                               | DS9                | 4              | Fool’s Gold                                                              | Dez. 2009 – März 2010      |                                   |                                   |                                   |                                                                       |                                   | |
| John Byrne                    | John Byrne                                                                                    | TOS                | 1              | Romulans: Pawns of War                                                   | Feb. 2010                  |                                   |                                   |                                   |                                                                       |                                   | |
| Mike Johnson, Tim Jones       | David Messina, Gaetano Carlucci, Roberto Orci, Alex Kurtzman                                  | KEL                | 6              | Star Trek                                                                | Feb. 2010 – September 2010 |                                   |                                   |                                   |                                                                       |                                   | Adaption des elften Kinofilms |
| John Byrne                    | John Byrne                                                                                    | TOS                | 4              | Leonard McCoy: Frontier Doctor                                           | Apr. 2010 – Juli 2010      | CC                                | Star Trek Comicband               | 5                                 | McCoy                                                                 | Sep. 2011                         | |
| Scott Tipton, David Tipton    | Federica Manfredi, Nicola Zanni                                                               | TOS                | 4              | Burden of Knowledge                                                      | Juni 2010 – September 2010 |                                   |                                   |                                   |                                                                       |                                   | |
| Scott Tipton, David Tipton    | Fabio Mantovani                                                                               | TOS                | 4              | Khan: Ruling in Hell                                                     | Okt. 2010 – Januar 2011    |                                   |                                   |                                   |                                                                       |                                   | |
| Terry Matalos, Travis Fichett | Joe Corroney, Matt Shawn Fillback, Brannon Braga                                              | TNG                | 4              | Hive                                                                     | Sep. 2012 – Januar 2013    | CC                                | Star Trek Comicband               | 13                                | Hive                                                                  | Sep. 2016                         | |
| Mike Johnson                  | David Messina, Marina Castelvetro, Roberto Orci, Mike Johnson                                 | KEL                | 4              | Countdown to Darkness                                                    | Jan. 2013 – April 2013     | CC                                |                                   |                                   | Countdown to Darkness                                                 | Apr. 2013                         | |
| Mike Johnson                  | David Messina, Claudia Balboni, Marina Castelvetro                                            | KEL                | 5              | Khan                                                                     | Okt. 2013 – Februar 2014   | CC                                |                                   |                                   | Khan                                                                  | Mai 2014                          | |
| John Byrne                    | John Byrne                                                                                    | TOS                | 1              | Strange New Worlds                                                       | Dez. 2013                  |                                   |                                   |                                   |                                                                       |                                   | Fotoroman |
| Scott Tipton, David Tipton    | J.K. Woodward                                                                                 | TOS                | 5              | Harlan Ellison’s The City on the Edge of Forever – The Original Teleplay | Juni 2014 – November 2014  | Ea                                | Graphic Novel Collection          | 2                                 | Harlan Ellison’s Griff in die Geschichte – Das ursprüngliche Drehbuch | Feb. 2017                         | Auf Deutsch nur als regionale Testausgabe erschienen                                                                               |
| Scott Tipton, David Tipton    | Joe Sharp, Rob Sharp                                                                          | versch.            | 1              | Flesh and Stone                                                          | Juli 2014                  | CC                                | Star Trek Comicband               | 16                                | Fleisch und Stein                                                     | März 2018                         | |
| Mike Johnson, Ryan Parrot     | Derek Charm                                                                                   | KEL                | 5              | Starfleet Academy                                                        | Okt. 2015 – April 2016     |                                   |                                   |                                   |                                                                       |                                   | |
| Mike Johnson, Ryan Parrot     | Angel Hernandez                                                                               | KEL                | 4              | Manifest Destiny                                                         | Apr. 2016 – Mai 2016       |                                   |                                   |                                   |                                                                       |                                   | |
| Donny Cates                   | Josh Hood                                                                                     | TNG                | 1              | Deviations                                                               | März 2017                  |                                   |                                   |                                   |                                                                       |                                   | |
| Scott Tipton, David Tipton    | J.K. Woodward                                                                                 | TNG                | 1              | Mirror Broken                                                            | Mai 2017                   |                                   |                                   |                                   |                                                                       |                                   | Unnummerierte Ausgabe, kostenlos erschienen anlässlich des Free Comic Book Day 2017, dient als Prequel zur gleichnamigen Miniserie |
| Scott Tipton, David Tipton    | J.K. Woodward                                                                                 | TNG                | 6              | Mirror Broken                                                            | Mai 2017 – Dezember 2017   |                                   |                                   |                                   |                                                                       |                                   | Miniserie mit nummerierten Ausgaben                                                                                                |
| Mike Johnson, Kirsten Beyer   | Tony Shasteen                                                                                 | DIS                | 4              | The Light of Kahless                                                     | Nov. 2017 – April 2018     | CC                                | Star Trek: Discovery              | 1                                 | Das Licht von Kahless                                                 | Jan. 2019                         | |
| Mike Johnson, Kirsten Beyer   | Angel Hernandez                                                                               | DIS                | 1              | Annual                                                                   | März 2018                  |                                   |                                   |                                   |                                                                       |                                   | |
| Mike Johnson, Kirsten Beyer   | Angel Hernandez                                                                               | DIS                | 4              | Succession                                                               | Apr. 2018 – Juli 2018      |                                   |                                   |                                   |                                                                       |                                   | |
| Scott Tipton, David Tipton    | J.K. Woodward                                                                                 | TNG                | 5              | Through the Mirror                                                       | Mai 2018                   |                                   |                                   |                                   |                                                                       |                                   | |
| Scott Tipton, David Tipton    | Tony Shasteen                                                                                 | TNG                | 6              | Terra Incognita                                                          | Juli 2018 – Januar 2019    |                                   |                                   |                                   |                                                                       |                                   | |
| Scott Tipton, David Tipton    | David Messina                                                                                 | TOS, TNG, DS9, VOY | 6              | The Q Conflict                                                           | Jan. 2019 – Juni 2019      | CC                                | Star Trek Comicband               | 17                                | Der Q-Konflikt                                                        | März 2020                         | |
| Peter David                   | J. K. Woodward                                                                                | TNG                | 1              | Through the Mirror – IDW 20/20                                           | Jan. 2019                  |                                   |                                   |                                   |                                                                       |                                   | |
| Kirsten Beyer, Mike Johnson   | Angel Hernandez                                                                               | DIS                | 1              | Captain Saru                                                             | Feb. 2019                  |                                   |                                   |                                   |                                                                       |                                   | |
| Kirsten Beyer, Mike Johnson   | Tony Shasteen                                                                                 | DIS                | 3              | Aftermath                                                                | Aug. 2019 –                |                                   |                                   |                                   |                                                                       |                                   | |
| Paul Allor                    | J. K. Woodward                                                                                | VOY                | 1              | Mirrors and Smoke                                                        | Okt. 2019                  |                                   |                                   |                                   |                                                                       |                                   | |
| Kirsten Beyer, Mike Johnson   |                                                                                               | PIC                | 3              | Countdown                                                                | Nov. 2019 – Januar 2020    |                                   | Star Trek Comicband               | 18                                | Picard – Countdown                                                    | Juni 2020                         | |
| Dave Baker                    | Angel Hernandez                                                                               | VOY                | 4              | Seven’s Reckoning                                                        | Nov. 2020 – Februar 2021   |                                   |                                   |                                   |                                                                       |                                   | |
| Ryan North                    | Chris Fenoglio                                                                                | LD                 | 1              | Star Trek: Lower Decks                                                   | May 2023                   |                                   | Star Trek: Lower Decks            | 1                                 | Star Trek: Lower Decks                                                | Nov. 2023                         | |
| Kirsten Beyer, Mike Johnson   | Megan Levens                                                                                  | SNW                | 1              | The Illyrian Enigma                                                      | Okt. 2023                  |                                   | Star Trek Comic                   | 1                                 | Star Trek: Strange New World                                          | Jan. 2024                         | |

#### Star Trek(Serie, 2011–2016)
Diese monatlich erscheinende Zeitschrift spielt im Kelvin-Zeitstrahl, d. h. dem Universum, das im elften Kinofilm Star Trek geschaffen wird. Die Nummern 42 bis 54 tragen im Englischen den Untertitel 5 Year Mission. Die Handlung der Serie endet vor Beginn des Kinofilms Star Trek Beyond.
|                                  | Sprache                                              | Englisch       | Englisch                     | Englisch                   | Deutsch             | Deutsch                                | Deutsch             |           |
|                                  | Verlag                                               | IDW Publishing | IDW Publishing               | IDW Publishing             | Cross Cult          | Cross Cult                             | Cross Cult          |           |
|                                  | Reihentitel                                          | Star Trek      | Star Trek                    | Star Trek                  | Star Trek Comicband | Star Trek Comicband                    | Star Trek Comicband |           |
| Autor                            | Zeichner                                             | Nr.            | Titel                        | Veröff.                    | Nr.                 | Titel                                  | Veröff.             | Bemerkung |
| -------------------------------- | ---------------------------------------------------- | -------------- | ---------------------------- | -------------------------- | ------------------- | -------------------------------------- | ------------------- | --------- |
| Mike Johnson                     | Stephen Molinar                                      | 1–2            | Where No Man Has Gone Before | Sep. 2011 – Oktober 2011   | 6                   | Die neue Zeit 1                        | Juli 2012           |           |
| Mike Johnson                     | Stephen Molinar, Joe Phillips                        | 3–4            | The Galileo Seven            | Nov. 2011                  | 6                   | Die neue Zeit 1                        | Juli 2012           |           |
| Mike Johnson                     | Joe Corroney                                         | 5–6            | Operation: Annihilate        | Jan. 2012 – Februar 2012   | 7                   | Die neue Zeit 2                        | Apr. 2013           |           |
| Mike Johnson                     | Joe Phillips                                         | 7–8            | Vulcan’s Vengeance           | März 2012 – Mai 2012       | 7                   | Die neue Zeit 2                        | Apr. 2013           |           |
| Mike Johnson                     | Stephen Molinar                                      | 9–10           | The Return of the Archons    | Mai 2012 – Juni 2012       | 8                   | Die neue Zeit 3                        | Juli 2013           |           |
| Mike Johnson                     | Claudia Balboni                                      | 11–12          | The Truth About Tribbles     | Juli 2012 – August 2012    | 8                   | Die neue Zeit 3                        | Juli 2013           |           |
| Mike Johnson                     | Stephen Molinar                                      | 13             | The Redshirt’s Tale          | Sep. 2012                  | 9                   | Die neue Zeit 4                        | Sep. 2013           |           |
| Mike Johnson                     | Stephen Molinar                                      | 14             | Keenser’s Tale               | Okt. 2012                  | 9                   | Die neue Zeit 4                        | Sep. 2013           |           |
| Mike Johnson                     | Erfan Fajar, Hendri Prasetyo, Miralti Firmansyah     | 15–16          | Mirrored                     | Nov. 2012 – Januar 2013    | 9                   | Die neue Zeit 4                        | Sep. 2013           |           |
| Mike Johnson, F. Leonard Johnson | Claudia Balboni, Erica Durante                       | 17             | Bones                        | Feb. 2013                  | 10                  | Die neue Zeit 5                        | Mai 2014            |           |
| Ryan Parrott                     | Claudia Balboni, Erica Durante                       | 18             | The Voice of a Falling Star  | Feb. 2013                  | 10                  | Die neue Zeit 5                        | Mai 2014            |           |
| Mike Johnson                     | Claudia Balboni, Erica Durante                       | 19             | Scotty                       | März 2013                  | 10                  | Die neue Zeit 5                        | Mai 2014            |           |
| Ryan Parrott                     | Claudia Balboni, Erica Durante, Luca Lamberti        | 20             | Red Level Down               | Mai 2013                   | 10                  | Die neue Zeit 5                        | Mai 2014            |           |
| Mike Johnson                     | Erfan Fajar, Agri Karuniawan                         | 21–23          | After Darkness               | Mai 2013 – Juli 2013       |                     | After Darkness                         | Nov. 2013           |           |
| Mike Johnson                     | Claudia Balboni, Arianna Florean, Marina Castelvetro | 24             | Gorn                         | Aug. 2013                  |                     | After Darkness                         | Nov. 2013           |           |
| Mike Johnson                     | Erfan Fajar                                          | 25–28          | The Khitomer Conflict        | Sep. 2013 – Dezember 2013  | 11                  | Die neue Zeit 6: Der Khitomer-Konflikt | Mai 2015            |           |
| Mike Johnson                     | Yasmin Liang                                         | 29–30          | Parallel Lives               | Jan. 2014 – Februar 2014   | 12                  | Die neue Zeit 7                        | Aug. 2016           |           |
| Mike Johnson                     | Erfan Fajar                                          | 31–32          | I, Enterprise                | März 2014 – April 2014     | 12                  | Die neue Zeit 7                        | Aug. 2016           |           |
| Mike Johnson                     | Joe Corroney                                         | 33–34          | Lost Apollo                  | Mai 2014 – Juni 2014       | 12                  | Die neue Zeit 7                        | Aug. 2016           |           |
| Mike Johnson                     | Tony Shasteen                                        | 35–40          | The Q Gambit                 | Juli 2014 – Januar 2015    | 14                  | Die neue Zeit 8: Qs Schachzug          | Feb. 2017           |           |
| Mike Johnson                     | Cat Staggs                                           | 41–42          | Behemoth                     | Feb. 2015                  | 15                  | Die neue Zeit 9                        | Sep. 2017           |           |
| Mike Johnson                     | Tony Shasteen                                        | 43–45          | Eurydice                     | März 2015 – Mai 2015       | 15                  | Die neue Zeit 9                        | Sep. 2017           |           |
| Mike Johnson                     | Rachael Stott                                        | 46–47          | The Tholian Webs             | Juni 2015 – Juli 2015      | 16                  | Die neue Zeit 10                       | März 2018           |           |
| Mike Johnson                     | Tony Shasteen                                        | 48–49          | Deity                        | Aug. 2015 – September 2015 | 16                  | Die neue Zeit 10                       | März 2018           |           |
| Mike Johnson                     | Tony Shasteen                                        | 50–52          | Live                         | Okt. 2015 – Dezember 2015  |                     |                                        |                     |           |
| Mike Johnson                     | Tony Shasteen                                        | 53–54          | Reunion                      | Jan. 2016 – Februar 2016   |                     |                                        |                     |           |
| Mike Johnson                     | Tony Shasteen                                        | 55–58          | Legacy of Spock              | März 2016 – Juni 2016      |                     |                                        |                     |           |
| Mike Johnson                     | Tony Shasteen                                        | 59–60          | Connection                   | Juli 2016 – August 2016    |                     |                                        |                     |           |

#### Star Trek: Boldly Go(Serie, 2016–2018)
Diese monatlich erschienene Zeitschrift spielt im Kelvin-Zeitstrahl nach dem Kinofilm Star Trek Beyond.
|                            | Sprache | Englisch       | Englisch                   |                                       |
|                            | Verlag | IDW Publishing | IDW Publishing             |                                       |
| Autor                      | Zeichner | Nr.            | Veröff.                    | Bemerkung                             |
| -------------------------- | --- | -------------- | -------------------------- | ------------------------------------- |
| Mike Johnson               | Tony Shasteen | 1–5            | Okt. 2016 – Februar 2017   |                                       |
| Mike Johnson, Ryan Parrott | Chris Mooneyham | 6              | März 2017                  |                                       |
| Mike Johnson, Ryan Parrott | Megan Levens | 7–8            | Apr. 2017 – Mai 2017       | 2-teilige Miniserie                   |
| Mike Johnson, Ryan Parrott | JD Mettler | 9              | Juni 2017                  |                                       |
| Mike Johnson               | Tony Shasteen | 10             | Juli 2017                  |                                       |
| Mike Johnson               | Megan Levens | 11–12          | Aug. 2017 – September 2017 | 2-teilige Miniserie Whom God Destroys |
| Mike Johnson               | versch. - Josh Hood (Nr. 1 und 6), - Megan Levens (Nr. 2), - Tana Ford (Nr. 3), - Angel Hernandez (Nr. 4), - Marcus To (Nr. 5) | 13–18          | Okt. 2017 – April 2018     | 6-teilige Miniserie I.D.I.C.          |

#### Star Trek: Year Five(Serie, 2019–2021)
Diese annähernd monatlich erscheinende Zeitschrift spielt im letzten Jahr der 5-Jahres-Mission der Besatzung um Captain Kirk im ursprünglichen Zeitstrahl.
|                                                                                      | Sprache                                                               | Englisch       | Englisch                   |           |
|                                                                                      | Verlag                                                                | IDW Publishing | IDW Publishing             |           |
| Autor                                                                                | Zeichner                                                              | Nr.            | Veröff.                    | Bemerkung |
| ------------------------------------------------------------------------------------ | --------------------------------------------------------------------- | -------------- | -------------------------- | --------- |
| Jackson Lanzing, Collin Kelly                                                        | Stephen Thompson                                                      | 1–2            | Apr. 2019 – Mai 2019       |           |
| Brandon Easton                                                                       | Martin Coccolo                                                        | 3–4            | Juli 2019 – August 2019    |           |
| Jodie Houser                                                                         | Silvia Califano                                                       | 5–6            | Aug. 2019 – September 2019 |           |
| Jackson Lanzing, Collin Kelly                                                        | Stephen Thompson                                                      | 7–9            | Okt. 2019 – Dezember 2019  |           |
| Paul Cornell                                                                         | Christopher Jones                                                     | ---            | Feb. 2020                  | One-Shot  |
| Jim McCann                                                                           | Silvia Califano                                                       | 10             | Feb. 2020                  |           |
| Jackson Lanzing, Collin Kelly                                                        | Stephen Thompson, Kieran McKeown, Silvia Califano                     | 11–12          | Juni 2020 – Juli 2020      |           |
| Jackson Lanzing, Collin Kelly                                                        | Angel Hernandez                                                       | 13–14          | Aug. 2020 – Sep. 2020      |           |
| Jody Houser                                                                          | Silvia Califano                                                       | 15–16          | Okt. 2020 – Nov. 2020      |           |
| Jackson Lanzing, Collin Kelly                                                        | J.K. Woodward                                                         | 17             | Dez. 2020                  |           |
| Jim McCann                                                                           | Angel Hernandez                                                       | 18–19          | Jan. 2021 – Feb. 2021      |           |
| Brandon Easton                                                                       | Silvia Califano                                                       | 20–21          |                            |           |
| Jackson Lanzing, Collin Kelly                                                        | Stephen Thompson                                                      | 22–24          |                            |           |
| Jackson Lanzing, Collin Kelly, Jody Houser, Jim McCann, Paul Cornell, Brandon Easton | Stephen Thompson, Silvia Califano, Angel Hernandez, Christopher Jones | 25             | 2021                       | Epilog    |

## Comicstrips in Zeitungen und Zeitschriften

### Los Angeles Times
In der Tageszeitung Los Angeles Times erschienen von 1979 bis 1983 Comicstrips.

### Britische Comicstrips
Ab Januar 1969 wurden Star-Trek-Comicstrips in der wöchentlich erscheinenden Fernseh-Comic-Zeitschrift Joe 90 Top Secret veröffentlicht. Diese wurde später in dem Jahr in TV21 & Joe 90 und in TV21 umbenannt, 1971 dann in Valiant and TV21. Bis Dezember 1973 und weitgehend parallel zur britischen Fernsehausstrahlung von Raumschiff Enterprise erschienen in der Zeitschrift sowie in mindestens sechs Annuals in Summe 265 Comics. Jeweils etwa 5 bis 10 dieser Comics bilden eine Miniserie mit zusammenhängender Handlung.